# ポプテピピック
『ポプテピピック』（POP TEAM EPIC）は、大川ぶくぶによる日本の4コマ漫画作品、およびそれを原作としたテレビアニメ。漫画は『まんがライフWIN』にて2014年より連載中。通称『ポプテピ』『ポプテ』。
キャッチコピーは「とびっきりのクソ4コマ!!」。

## 概要
竹書房のウェブコミック配信サイト『まんがライフWIN』にて2014年11月29日より連載され、SNSを中心に人気を獲得する。同社の『まんがライフ』2015年1月号および2月号では巻末の目次ページに4コマ各1本が掲載された。
2015年11月7日に打ち切りとなったが、単行本発売に合わせて同年12月7日に新作エピソード『ポプテピ劇場版』を限定公開した。しかし、アクセスが集中しすぎたため、同年12月24日に再公開された。
作者の大川は2016年2月18日より同サイトで新作ラブコメ漫画『☆色（ほしいろ）ガールドロップ』の連載を開始した。しかし、それはフェイクであり、新作の正体は『ポプテピピック セカンドシーズン』であることが翌19日に明かされ、連載が再開された。
2017年4月30日に再度打ち切りとなり、6月7日に2冊目の単行本が刊行された。
2017年10月10日より『ポプテピピック シーズン3』の連載が開始されたが、これは同日より放送開始されるテレビアニメ（詳細は後述）に合わせたものだった。
2018年1月11日には、漫画版セカンドシーズンおよびテレビアニメ版の開幕に使われたフェイク作品のアンソロジー『星色ガールドロップ コミックアンソロジー』が竹書房より発売され、大川もbkub名義で参加している。
2019年1月15日からは『シーズン4』が開始され、大川は原作、作画ははらだがそれぞれ担当するBL漫画となる。同年1月19日に打ち切られ、同年3月7日にはシーズン3・4の単行本が刊行された。
2019年10月9日より大川の新連載『ぽぷたん』が開始されたが、2日後の10月11日に『ポプテピピック シーズンファイブ』であることが明かされ、2020年12月21日まで連載された。
2021年3月5日に大川の新連載『幼馴染が俺を差し置いていい雰囲気だ』が開始され、1週間後の3月12日に『ポプテピピック シーズンシックス』であることが明かされ、2021年9月28日まで連載された。
2022年10月1日より『ポプテピピック シーズン7』の連載が開始され、2023年5月7日まで連載された。
2023年9月1日に大川の新連載『☆色（ほしいろ）色ガールドロップREDROP!』が開始され、1週間後の9月8日に『ポプテピピック シーズン8』であることが明かされ、2024年4月22日まで連載された。
2025年4月1日より『ポプテピピック シーズン9』の連載が開始。

## 作風・評価
作風は主に時事ネタや、ブラックユーモア、風刺ギャグ、ナンセンス、スラップスティック、1980年代後半以降のアニメやゲーム、ドラマなどを元ネタとするパロディが特徴。こんな作風ではあるが、下ネタをあまり使っていないのが特徴。ポプ子とピピ美が平然と中指を立てる、いわゆるファックサインが出てくることもある。また、「クソ漫画」であることをたびたび自称しており、オチがなかったり、コマのコピーアンドペーストを繰り返したり、第四の壁を破ったりと、本来漫画ではタブーとされているようなことも頻繁に描かれる。中でも、出版元の竹書房社屋を殴って破壊したり、指定暴力団として揶揄する回は話題を呼び、検索サジェストで上位を記録するなどの影響を与えた。
2018年12月14日、ニコニコ大百科とピクシブ百科事典が主催する「ネット流行語100 2018」で大賞を受賞した。
まんがライフWIN、アニメ公式サイトのあらすじには、シェイクスピアの格言が記されている。

## 登場人物
ポプ子（ぽぷこ）
14歳。背が低い方で、金髪のツインテールが特徴。ボケ担当。挑発を繰り出すのは大抵は彼女である（例外もあり）。しかし自分が煽られた際にはキレてファックサインをすることがある。ピピ美のことは「ピピ美ちゃん」と呼ぶことが多い。
フェイク漫画「☆色（星色）ガールドロップ」からも原作・アニメともに乱入する。
ピピ美（ぴぴみ）
14歳。背が高い方で、青い髪（LINEスタンプでは黒髪）を腰近くまで伸ばしているのが特徴。突っ込み担当。極めて面長かつ顔の幅が広く、角度によっては首と顔がつながって見えることがある。ポプ子に甘く、頻繁にかまってやっている。ポプ子ほど乱暴ではないが、コミックなどではしばしばポプ子と一緒になって挑発することも多い。ポプ子のことは「ポプちん」と呼ぶことが多い。

### ☆色ガールドロップ/星色ガールドロップ
タイトルは原作漫画版では『☆色ガールドロップ』、アニメ及びコミックアンソロジーでは『星色ガールドロップ』表記。メインメンバーの設定は2017年のエイプリルフールに公開されたアニメ『星色ガールドロップ』公式サイト、及び2018年の1月発売の『星色ガールドロップ コミックアンソロジー』より。
平 大地（たいら だいち）
声 - 山下誠一郎
平凡な高校2年生。無気力な性格で、言動もほぼ冷めているが、時折予想外の出来事に驚愕する一面も見せている。また、「何事もほどほどに」がモットーで、恋愛ごとにはトラウマがあるらしい。両親が海外出張して一人暮らしを喜んでいたが、5年ぶりに幼馴染のそそぐと再会し、その時本人はそそぐのことを忘れており、それでも両親が居ない間だけそそぐと生活を共にすることとなる。
星降 そそぐ（ほしふり そそぐ）
声 - 小倉唯
高校2年生である大地の幼馴染で、人気絶頂のアイドルグループ「ドロップスターズ」のセンター。明るくてしっかり者だが、大地のことになると周りが見えなくなるなどの自分本位になる面もある。普段はアイドルである事を隠して生活している。大地が大好きで、子供の頃には結婚の約束をしているが、故に 『星色ガールドロップ コミックアンソロジー』でbkub（大川ぶくぶの別名義）が執筆した「星色ガール伝そそぐ」では大地が好きな理由をころなに問われて「カッコいい所」と答えた後に大地好きっぷりをさらに詳しく説明したことでころなから「だるいタイプだわ」と評されている。また、実は5年前に大地の身代わりになって一度死亡しており、ガイアによって大地が記憶を失うことを引き換えに復活している。久々に再会した大地にこのことを思い出させようとするが、結局誰かも認識されずにそのまま大地と生活を送ることとなる。
月野 しずく（つきの しずく）
声 - 水瀬いのり
高校1年生で、「ドロップスターズ」のメンバーの一人。大地の高校の後輩に当たり、大地からは「ちっこいの」と呼ばれている。勝ち気で、活発な性格だが、寂しがり屋な一面もあるらしい。また、そそぐが大好きという同性愛の気があり、逆にそそぐが好意を寄せている大地の事は気に入らずにライバル視しているが、反面で赤点の自分に勉強を教えた際には大地に若干心が揺らぐ等気になりつつある面も覗かせている。『星色ガールドロップ コミックアンソロジー』の「星色ガール伝そそぐ」では、母性に目覚める練習をしたいそそぐに付き合って赤ちゃん役をやった際にそそぐから「しずちゃん」と呼ばれた。
夕陽 ころな（ゆうひ ころな）
声 - 上坂すみれ
高校3年生で、「ドロップスターズ」のメンバーの一人。大地たちの先輩に当たるが、時折しずくからそそぐと一緒に居るのに邪魔な存在と思われるなど不遜な扱いをされる事もある。少し天然で、普段はおっとり気味なマイペースだが、意外な行動で皆を驚かせることもある。占いが得意。気があるかは不明だが、大地に度々ちょっかいを出す事が多いようで、そそぐが三角関係かと悩むきっかけを与える事もある。また、魅力的な外見故に後輩の男子たちから人気がある。
大地の母（だいちのはは）
声 - 夏川朋子
大地の母親。夫の海外出張に同行するために息子の大地を家に残し、そそぐに大地のことを託す。また、『星色ガールドロップ コミックアンソロジー』の「星色ガール伝そそぐ」では、夫とともに海外出張先で内戦に巻き込まれ、自ら習ったコマンドサンボで兵士をけん制する。
釈迦小路（しゃかのこうじ）
「ドロップスターズ」のプロデューサー兼メインコンポーザー。
デビルボルケーノ
「ドロップスターズ」のライバルグループの3人組。姿はアニメ『ポプテピピック』第1話OPの集合絵で初登場し、『星色ガールドロップ コミックアンソロジー』でユニット名が明かされた。アニメでは第3話の次回予告（第4星）で本格的に登場。
各メンバーの個人名は『星色ガールドロップ コミックアンソロジー』に掲載されたロマンシング阿部による「阿部色ガールドロップ」の登場人物紹介で明かされているが、その他の作者の作品やアニメ版では個人名が登場していない。
常闇エリカ（とこやみ えりか）
デビルボルケーノのリーダー。黒い髪のロングヘアにセクシーな服装をしている。「阿部色ガールドロップ」の登場人物紹介では二児の面倒を見るシングルマザーとされている。一方、bkubによる「星色ガール伝そそぐ」ではギャグの一環で夕陽ころなに対抗して「月を司るアイドル ムーンライトひろ子」と名乗る場面がある。
黒瀧めぐみ（くろたき めぐみ）
デビルボルケーノのメンバー。白い髪のショートボブに若干大人っぽい服装をしており、サイハイブーツを履いている。「阿部色ガールドロップ」の登場人物紹介では主に偵察任務を担当し、72時間もの間同じ姿勢を保っていられるのが得意技とされている。
オニキス＝ブラックパール・アッシュグレイ
デビルボルケーノのメンバー。赤い髪のツインテールにゴスロリの服装をし、常にぬいぐるみを抱えている。「阿部色ガールドロップ」の登場人物紹介ではイギリス系のハーフで日本語は苦手とされているが、唯一「ちぎっては投げ、ちぎっては投げ」という日本語だけを覚えている。
その他、アニメ『ポプテピピック』第1話OPの集合絵では大地の父、大地の同級生と思われる男子生徒、巨大な白犬が映りこんでいるのが確認できる。

## 書誌情報

### 漫画
表紙はいずれもポプ子が左、ピピ美が右に配置され、2人が穏やかな表情で平然と両中指を立てるものになっている。
- 大川ぶくぶ『ポプテピピック』竹書房〈バンブーコミックス WINセレクション〉既刊8巻（2024年6月17日現在）
  - 『ポプテピピック』、2015年12月21日発行（12月7日発売[35]）、ISBN 978-4-8019-5419-9
    - 装丁は小石川ふに（漫画家兼装丁デザイナー）が担当。

  - 『ポプテピピック SECOND SEASON』、2017年6月21日発行（6月7日発売）、ISBN 978-4-8019-5957-6
    - 前述のフェイク作品『☆色ガールドロップ』が巻頭カラーとなっており、冒頭では同作の1巻をイメージした扉絵や目次が追加されている。

  - 『ポプテピピック SEASON THREE AND FOUR』、2019年3月21日発行（3月7日発売[18]）、ISBN 978-4-8019-6549-2
  - 『ポプテピピック SEASON FIVE』、2021年3月19日発行（3月5日発売）、ISBN 978-4-8019-7228-5
  - 『ポプテピピック SEASON SIX』、2021年12月21日発行（12月7日発売）、ISBN 978-4-8019-7495-1
  - 『ポプテピピック SEASON SEVEN』、2023年7月28日発行（7月14日発売）、ISBN 978-4-8019-8099-0
  - 『ポプテピピック SEASON EIGHT』、2024年6月17日発売、ISBN 978-4-8019-8329-8

### アンソロジー
- 『星色ガールドロップ コミックアンソロジー』 竹書房〈バンブーコミックス WINセレクション〉、2018年1月18日発行（1月11日発売）、ISBN 978-4-8019-6153-1
  - 前述のフェイク作品『☆色ガールドロップ』およびそれを元にしたアニメ版のフェイク作品『星色ガールドロップ』を基にしたアンソロジーコミック。テレビアニメ第1話放送直後（2018年1月7日）に発売が告知された[14]。コミックおよびイラストには17名の執筆陣が参加しており、カバーイラストはぽよよん♥ろっく、設定協力は神風動画が担当。また、原作者の大川ぶくぶも「bkub」名義で参加している。
内容に『ポプテピピック』要素は一切なく、各作品内容や参加者のコメント、広告などは全て「『星色ガールドロップ』という作品が実際に存在し、アニメが放映中である」という設定に準じた体になっている[36]。

## テレビアニメ
| 原作                          | 大川ぶくぶ                   |
| 企画・プロデュース            | 須藤孝太郎                   |
| シリーズディレクター          | 青木純、梅木葵               |
| シリーズ構成・編集            | 青木純                       |
| コンセプト デザインワークス   | 梅木葵                       |
| 音響監督                      | 鐘江徹                       |
| 音響効果                      | 小山恭正                     |
| 音響制作                      | グロービジョン               |
| 音楽                          | 吟（BUSTED ROSE）            |
| アニメーション プロデューサー | 佐々木貴之                   |
| エグゼクティブ プロデューサー | 三嶋章夫、水崎淳平、伊藤明博 |
| アニメーション制作            | 神風動画                     |
| 製作・音楽制作                | キングレコード               |

| 第1-2話 再放送リミックス版第4話-第9話前半 | 「原作」                                   |
| 第3話                                     | 「エグゼクティブ クソマンガ アドバイザー」 |
| 第4話                                     | 「島中作家」                               |
| 第5話                                     | 「大学中退」                               |
| 第6話                                     | 「バーチャルユーチューバー」               |
| 第7話                                     | 「光の戦士」                               |
| 第8話                                     | 「宮っ子」                                 |
| 第9話（再放送リミックス版前半除く）       | 「ゲーム実況者」                           |
| 第10話                                    | 「マンガ大好き」                           |
| 第11話                                    | 「振付」                                   |
| 第12話                                    | 「kuso manga boy」（クソマンガボーイ）     |
| 第13話                                    | 「オワコン」                               |
| 第14話                                    | 「大川ぶくぶく」                           |

2018年1月から3月までTOKYO MXほかにて放送された。全12話。2019年4月1日にテレビスペシャルとして第13・14話が放送された。
キャッチコピーは「どうあがいても、クソ」、「覚えてろ竹書房――」、「世界一無駄な30分」。公式自ら自虐的に「クソアニメ」を自称し、ファンからも「クソ」と呼ばれることを許容している。
アニメーション制作を担当する神風動画にとっては、本作が初のテレビアニメ制作元請作品となった。
原作の出版社である竹書房は、同社作品のアニメを自社製作（あるいは製作参加）することもあったが、当アニメについては参加せず、また製作委員会方式を取らず、キングレコード単独での製作・スポンサードとなる（理由は#企画・制作を参照）。

### 沿革
2017年4月1日に、エイプリルフールのネタとして『ポプテピピック セカンドシーズン』の際に使用された『星色ガールドロップ』のアニメ化が発表されたが、翌4月2日には本作のアニメ化が決まったことが発表された。
当初は2017年10月より放送予定とされていたが、のちに「キングレコードの勘違い」として3か月延期され、2018年1月に放送が開始されることが発表された。
2018年9月15・16日に千葉・幕張メッセイベントホールで開催された「ポプテピピックスペシャルイベント 〜POP CAST EPIC!!」の16日公演エンドロールにおいて、2019年4月1日に新作テレビスペシャルが放送されることが発表された。

### 企画・制作
アニメ化の企画は、キングレコードの須藤孝太郎が竹書房に企画を持ちかけたのが始まりである。須藤が原作漫画をLINEスタンプ第1弾の配信開始時期に読んで面白いと感じたことから企画が立ち上がり、竹書房もアニメ化に前向きであったため、実現に向けて動き始める。この際、原作漫画がパロディを多く扱っていることから、責任の所在を明確にする必要があったため、あえて製作委員会方式ではなくキングレコードの単独製作とすることになった。
アニメ化するにあたって須藤は自身が音楽プロデューサーを担当している上坂すみれのファーストアルバム『革命的ブロードウェイ主義者同盟』にてPVアニメーション制作を行った縁がある神風動画にアニメーション制作の依頼を出した。しかし、神風動画は本作が初のアニメ元請作品となることから、神風動画の梅木葵とスペースネコカンパニーの青木純をシリーズディレクターとして立てたうえで、神風動画による提案でさまざまなクリエイターを巻き込んだバラエティ番組のような作風とした。このように実験的な作風は、『ウゴウゴルーガ』を意識したという。
制作にあたって原作漫画に無いネタは基本的に神風動画と青木が考案し、原作者である大川が監修して『ポプテピピック』らしさを追求している。キャスティングは大川が声優の組み合わせリストを作成し、須藤が精査したうえでオファーを出した。
主題歌については上坂が担当することに決定した時点でキャスティングについてのオファーはなく、後に「1回だけ」として上坂が第3話前半のピピ美役を担当することになった。当初はそのような状況でピピ美役として発表されたため、上坂は「先行上映会の舞台挨拶ではピピ美役とは言えなかった」と触れている。
2019年4月1日放送のテレビスペシャルでは、オープニングアニメーションがサンライズによる制作協力のもとで大張正己やことぶきつかさらによって制作され、オープニングテーマを上坂が担当した。大川によれば「大張さん風のロボが描けずにお蔵入りしていたネタ」だそうである。なお、今回の仕事に際してピピ美メカのデザインのほか、絵コンテ・塗り分け指定・原画・原画マンへの声かけ・作画チェック・監修などを担当した大張は、「スーパーバリザー」との役職を大川から命名されている。

### 「再放送」
「再放送」と称し、前後半で主演声優を変えたのみのほぼ同一内容のものを放送するというもの。ただし、アドリブの部分で演じる声優により若干セリフや演技が異なり、『JAPON MiGNON』コーナーで後半にのみ日本語字幕が付くなど、細かな演出面の違いも存在する。最終回となる第12話では演出違いのみならず映像・カットそのものが変更されているパートも存在する。当初は15分のWeb配信アニメを想定して制作が進められたが、途中でテレビアニメに企画変更となり、15分アニメをテレビ放送するには30分枠の後半に別の作品を埋める必要があることから、これを回避するために前後半で同一内容を放送し、前半・後半ごとにキャストを変えることとなった。

#### 再放送（リミックス版）
2021年10月から12月まで放送された「再放送」については「リミックス版」と銘打たれ、本放送時と声優が変更されている。プロデューサーの須藤によると、この声優変更は原作者の大川より2020年1月に提案され、この再放送のためスケジュール調整し新録したとのこと。また、リミックス版では前半が「再放送」となっており、後半は「再放送」「再放送」となっている。それに際し、リミックス版は前放送版での再放送と同様に、リミックス版再放送・再再放送で一部演出が変更されており、パッケージ化の予定がないせいか、アフレコでのきわどいネタが多かったり、本放送（再放送）版で一部強めに伏せられていた映像表現が緩和されている。

### オーディオコメンタリー
本作品のBlu-ray第1巻に特典として収録されている大川ぶくぶとマフィア梶田によるオーディオコメンタリーは、「サーバルキャット」や「カバ」といった動物の話をするなど、本編映像と無関係な内容になっている。その内容に関してのねとらぼの取材に対してキングレコードの担当者は「コメンタリーが『けものフレンズ』になっているという声はSNSでも確認しておりますが、こちらとしては『ポプテピピック』のコメンタリーという認識で収録をしております」と回答している。

### 声の出演
ポプ子とピピ美の声優は、放送前の発表によるとそれぞれ小松未可子と上坂すみれであるとのことであったが、実際の放送では各話、各パートで全て異なる声優が演じている。第1話の前半と第2話以降の後半を男性声優が、第2話以降の前半を女性声優が、第1話の後半はポプ子とピピ美をそれぞれ男性、女性の声優が担当した（ただし、本放送『ボブネミミッミ』『JAPON  MiGNON』コーナー及び高速紙芝居「ヘルシェイク矢野」を除く）。この背景には、原作者の「主音声が女性で、副音声を男性にすることって可能ですか？」というアイデアが元になっている。
キャスティングは、声優が毎回変わると決まったときに原作者の大川からプロデューサーの須藤に渡された見てみたい組み合わせのリストを元にしており、そこから須藤によって実現性の高そうな「この人たちなら面白そうだ」と思う組み合わせを選んで各話に振り分けたもの。声優には「ノリと思いつきの作品なので、こちらからの指示は特にないです。自由にお願いします」と話している。このため、仲が良いコンビであればどのように演技すればいいのか話し合いの上で掛け合っていくので、知らない同士よりはスムーズに事が運ぶのではないかという思惑もあるという。オファーを出したものの、スケジュールが合わずに断念したケースもあった。
収録はほとんど一発録りで行っている。そこで生まれたアドリブの面白さが作り手の想像を超えることもあり、その際にはアドリブに合わせて絵を作り替えている。
また2018年3月9日（8日深夜）放送の『お願い!ランキング』内コーナー「雄二のぶっちゃけ部屋」にて、各声優がアイキャッチ用に異なるパターンで10パターンほどタイトルコールを収録しており、通常であればNGになるパターンも放送で使われたとゲストの千葉繁と梶裕貴が語っている。同番組で千葉は、同じキャラを様々な声優が演じることに関して、「30年ぐらい前にもそういう企画を出したことがある」と明かしており、出す度に「面白いですね」「画期的ですね」と言われつつも、結局実現しなかったと語っている。
第2話後半でポプ子を演じた古川登志夫は、ポプ子とピピ美の複数キャスティングについては「声優個々の演技論の違いが明確にわかる」と評価し、本作については「俳優教育、声優教育に一石を投じるコンテンツにも思える。基礎訓練（土台）は同じでもその上に建てる演技論（家）は多様。極論にせよ『演技論はプロの表現者の数だけ有る』は成り立つ」と論じている、また、「大御所なんだから仕事を選べ」という一部の視聴者の声に対し、古川は「冗談ではない。アニメのキャラ声は本職だ。第一仕事を選べるほど偉い立場に無い。一本の仕事を取るのにマネージャーさんが何度頭を下げるかご存知か！」と反論した。
この取り組みから視聴者はどの声優が出演するのかを予想するのを楽しみの一つとしており、アニメ情報サイトでは出演予想のアンケートが行われるなどの大きな反響を呼んだ。奇しくも第5話後半パートの声優は、そのアンケートで1位だった組み合わせである。
これらのことから第十三回声優アワードにおいて、『「各話、各パートで全て異なる声優が演じている」ことや、「縁のある声優のキャスティング」など、多くの注目を浴び、インターネット配信でも記録的な視聴数を達成した。』ことにより「作品として声優の魅力を最大限に発揮した作品」として【シナジー賞】を獲得した。
2019年4月1日放送のテレビスペシャルでは、同時に放送・配信されている媒体（TOKYO MX、ニコニコ動画、AbemaTVなど）によってそれぞれ出演キャストが異なるという異例の手法がとられた。これらのバージョン違いは、以下のように名前が付けられて区別されている。
- 青龍ver. - 地上波・BS・CS・アルタビジョン放映版
- 朱雀ver. - ニコニコ生放送版（ニコニコ動画独占配信）
- 白虎ver. - AbemaTV・ポプテピピックチャンネル版（AbemaTV独占配信）
- 玄武ver. - AbemaTV・アニメライブ2チャンネル、その他各種配信版

本項でもこの名称に従って記述する。

#### ポプ子・ピピ美の声の出演（第1シリーズ）
| 話数   | パート | 本放送         | 本放送     | 再放送（リミックス版） | 再放送（リミックス版） |
| 話数   | パート | ポプ子         | ピピ美     | ポプ子                 | ピピ美                 |
| ------ | ------ | -------------- | ---------- | ---------------------- | ---------------------- |
| 第1話  | 前半   | 江原正士       | 大塚芳忠   | 小山茉美               | 三石琴乃               |
| 第1話  | 後半   | 三ツ矢雄二     | 日髙のり子 | 中尾隆聖               | 若本規夫               |
| 第2話  | 前半   | 悠木碧         | 竹達彩奈   | 諸星すみれ             | 田所あずさ             |
| 第2話  | 後半   | 古川登志夫     | 千葉繁     | 玄田哲章               | 神谷明                 |
| 第3話  | 前半   | 小松未可子     | 上坂すみれ | 中村繪里子             | 今井麻美               |
| 第3話  | 後半   | 中尾隆聖       | 若本規夫   | 斉藤壮馬               | 石川界人               |
| 第4話  | 前半   | 日笠陽子       | 佐藤聡美   | 徳井青空               | 三森すずこ             |
| 第4話  | 後半   | 玄田哲章       | 神谷明     | 森久保祥太郎           | 鳥海浩輔               |
| 第5話  | 前半   | 金田朋子       | 小林ゆう   | 三瓶由布子             | 名塚佳織               |
| 第5話  | 後半   | 中村悠一       | 杉田智和   | 下野紘                 | 梶裕貴                 |
| 第6話  | 前半   | 三瓶由布子     | 名塚佳織   | 水樹奈々               | 能登麻美子             |
| 第6話  | 後半   | 下野紘         | 梶裕貴     | 小野坂昌也             | 浪川大輔               |
| 第7話  | 前半   | こおろぎさとみ | 矢島晶子   | 悠木碧                 | 竹達彩奈               |
| 第7話  | 後半   | 森久保祥太郎   | 鳥海浩輔   | 速水奨                 | 中田譲治               |
| 第8話  | 前半   | 諸星すみれ     | 田所あずさ | 小松未可子             | 上坂すみれ             |
| 第8話  | 後半   | 小野坂昌也     | 浪川大輔   | 郷田ほづみ             | 銀河万丈               |
| 第9話  | 前半   | 中村繪里子     | 今井麻美   | 金田朋子               | 小林ゆう               |
| 第9話  | 後半   | 斉藤壮馬       | 石川界人   | 中村悠一               | 杉田智和               |
| 第10話 | 前半   | 徳井青空       | 三森すずこ | 三ツ矢雄二             | 日髙のり子             |
| 第10話 | 後半   | 小山力也       | 高木渉     | 古川登志夫             | 千葉繁                 |
| 第11話 | 前半   | 水樹奈々       | 能登麻美子 | 日笠陽子               | 佐藤聡美               |
| 第11話 | 後半   | 郷田ほづみ     | 銀河万丈   | 小山力也               | 高木渉                 |
| 第12話 | 前半   | 小山茉美       | 三石琴乃   | こおろぎさとみ         | 矢島晶子               |
| 第12話 | 後半   | 速水奨         | 中田譲治   | 江原正士               | 大塚芳忠               |

| 話数   | バージョン | パート | ポプ子       | ピピ美     |
| ------ | ---------- | ------ | ------------ | ---------- |
| 第13話 | 青龍       | 前半   | 田村ゆかり   | 堀江由衣   |
| 第13話 | 青龍       | 後半   | 保志総一朗   | 石田彰     |
| 第13話 | 朱雀       | 前半   | 花澤香菜     | 戸松遥     |
| 第13話 | 朱雀       | 後半   | 山口勝平     | 緒方賢一   |
| 第13話 | 白虎       | 前半   | 玉川砂記子   | 田中敦子   |
| 第13話 | 白虎       | 後半   | 小野友樹     | 小野賢章   |
| 第13話 | 玄武       | 前半   | 花守ゆみり   | 東山奈央   |
| 第13話 | 玄武       | 後半   | 櫻井孝宏     | 福山潤     |
| 第14話 | 青龍       | 前半   | 國府田マリ子 | 井上喜久子 |
| 第14話 | 青龍       | 後半   | 飛田展男     | 島田敏     |
| 第14話 | 朱雀       | 前半   | 加藤英美里   | 福原香織   |
| 第14話 | 朱雀       | 後半   | 関智一       | 秋元羊介   |
| 第14話 | 白虎       | 前半   | 竹内順子     | 佐久間レイ |
| 第14話 | 白虎       | 後半   | 関俊彦       | 遊佐浩二   |
| 第14話 | 玄武       | 前半   | 小桜エツコ   | 横山智佐   |
| 第14話 | 玄武       | 後半   | 緑川光       | 子安武人   |

| 曲                                           | 話数                  | パート | ポプ子                                         | ピピ美                                         |
| -------------------------------------------- | --------------------- | ------ | ---------------------------------------------- | ---------------------------------------------- |
| 「POPPY PAPPY DAY（女性ver.1）」             | 1                     | 後半   | 牧野由依                                       | 渡部優衣                                       |
| 「POPPY PAPPY DAY（女性ver.1）」             | 2 - 4、6、12          | 前半   | 牧野由依                                       | 渡部優衣                                       |
| 「POPPY PAPPY DAY（女性ver.1）」             | 1（再）               | 前半   | 牧野由依                                       | 渡部優衣                                       |
| 「POPPY PAPPY DAY（Route66 Mix 女性ver.）」  | 5                     | 前半   | 牧野由依                                       | 渡部優衣                                       |
| 「恋して♡ポプテピピック（女性ver.）」        | 2                     | 前半   | 牧野由依                                       | 渡部優衣                                       |
| 「LET'S POP TOGETHER（女性ver.）」           | 4                     | 前半   | 牧野由依                                       | 渡部優衣                                       |
| 「POPPY PAPPY DAY（男性ver.1）」             | 1                     | 前半   | 赤羽根健治                                     | 武内駿輔                                       |
| 「POPPY PAPPY DAY（男性ver.1）」             | 2 - 4、6              | 後半   | 赤羽根健治                                     | 武内駿輔                                       |
| 「POPPY PAPPY DAY（男性ver.1）」             | 1（再）               | 後半   | 赤羽根健治                                     | 武内駿輔                                       |
| 「POPPY PAPPY DAY（Route66 Mix 男性ver.）」  | 5                     | 後半   | 赤羽根健治                                     | 武内駿輔                                       |
| 「恋して♡ポプテピピック（男性ver.）」        | 2                     | 後半   | 赤羽根健治                                     | 武内駿輔                                       |
| 「LET'S POP TOGETHER（男性ver.）」           | 4                     | 後半   | 赤羽根健治                                     | 武内駿輔                                       |
| 「POPPY PAPPY DAY（女性ver.2）」             | 8 - 9、11             | 前半   | 五十嵐裕美                                     | 松嵜麗                                         |
| 「人生（女性ver.）」                         | 10                    | 前半   | 五十嵐裕美                                     | 松嵜麗                                         |
| 「心の大樹〜こころのたいじゅ〜（女性ver.）」 | 12                    | 前半   | 五十嵐裕美                                     | 松嵜麗                                         |
| 「おねんねコンちゃん（女性ver.）」           | DVD・BD第3巻 映像特典 | -      | 五十嵐裕美                                     | 松嵜麗                                         |
| 「POPPY PAPPY DAY（男性ver.2）」             | 8 - 9、11             | 後半   | 増田俊樹                                       | 羽多野渉                                       |
| 「人生（男性ver.）」                         | 10                    | 後半   | 増田俊樹                                       | 羽多野渉                                       |
| 「心の大樹〜こころのたいじゅ〜（男性ver.）」 | 12                    | 後半   | 増田俊樹                                       | 羽多野渉                                       |
| 「おねんねコンちゃん（男性ver.）」           | DVD・BD第3巻 映像特典 | -      | 増田俊樹                                       | 羽多野渉                                       |
| 「POPPY PAPPY DAY（8Bit Mix）」              | 7                     | 共通   | インストゥルメンタル楽曲のためボーカルなし。   | インストゥルメンタル楽曲のためボーカルなし。   |
| 「POPPY PAPPY DAY（蒼井翔太ver.）」          | 12                    | 後半   | ポプ子とピピ美ではなく蒼井翔太が本人役で歌唱。 | ポプ子とピピ美ではなく蒼井翔太が本人役で歌唱。 |
| 「風船飛行（女性ver.）」                     | 13                    | 前半   | 尾崎由香                                       | 内田彩                                         |
| 「ポプ子にソース（女性ver.）」               | 13                    | 前半   | 尾崎由香                                       | 内田彩                                         |
| 「Bansaku neender（女性ver.）」              | 14                    | 前半   | 尾崎由香                                       | 内田彩                                         |
| 「風船飛行（男性ver.）」                     | 13                    | 後半   | 伊東健人                                       | 木島隆一                                       |
| 「ポプ子にソース（男性ver.）」               | 13                    | 後半   | 伊東健人                                       | 木島隆一                                       |
| 「Bansaku neender（男性ver.）」              | 14                    | 後半   | 伊東健人                                       | 木島隆一                                       |
| 「風船飛行（蒼井翔太ver.）」                 | 14                    | 前半   | ポプ子とピピ美ではなく蒼井翔太が本人役で歌唱。 | ポプ子とピピ美ではなく蒼井翔太が本人役で歌唱。 |
| 「AOI Traveler」                             | 14                    | 後半   | ポプ子とピピ美ではなく蒼井翔太が本人役で歌唱。 | ポプ子とピピ美ではなく蒼井翔太が本人役で歌唱。 |

| コーナー名                                                    | パート | ポプ子     | ピピ美            | 備考                 |
| ------------------------------------------------------------- | ------ | ---------- | ----------------- | -------------------- |
| ボブネミミッミ（第13話以外）                                  | 共通   | 板倉俊介   | 安達亨            | 製作のAC部のメンバー |
| 第7話 高速紙芝居「ヘルシェイク矢野」 ボブネミミッミ（第13話） | 前半   | 板倉俊介   | 安達亨            | 製作のAC部のメンバー |
| 第7話 高速紙芝居「ヘルシェイク矢野」 ボブネミミッミ（第13話） | 後半   | 安達亨     | 板倉俊介          | 製作のAC部のメンバー |
| JAPON MiGNON                                                  | 共通   | Fanny Bloc | Christine Bellier | フランスの声優       |
| JAPON MiGNON                                                  | TVSP   | Fanny Bloc | Kayce Chase       |                      |

上記までのうち、テレビシリーズに出演した声優及び後述の高田憂希と秦佐和子は、第12話後半パートのエンディングでまとめてクレジットされた。
再放送（リミックス版）では「ボブネミミッミ」と「JAPON MiGNON」のポプ子・ピピ美も各話毎の声優が担当している。第12話の後半パートのエンディングでは声優の記載順が入れ替えられ、AC部、JAPON MiGNONの2名、高田・秦はクレジットされていない。

#### その他の声の出演（第1シリーズ）
第1話
- 謎の声A - 拝真之介
- 謎の声B - 佐々木義人
- 謎の声C - 矢野正明
- 謎の声D - 武内駿輔

第2話
- 勇者
  - 前半 - 檜山修之（実写出演シーンあり）
  - 後半 - 下山吉光（実写出演シーンあり）

- 魔法使い
  - 前半 - 真田アサミ（実写出演シーンあり）
  - 後半 - 新井里美（実写出演シーンあり）

- 幼女 - 久保田梨沙
- エルフ - 北原沙弥香
- 猫か犬 - 大野柚布子
- 魔王 - 矢野正明

第3話
- ナレーション - 広中雅志
- おりこうモンキーズA - 佐藤亜美菜
- おりこうモンキーズB - 秦佐和子
- 観客A - 矢野正明
- 観客B - 拝真之介

第4話
- J・カヴィ - 拝真之介
- ジョン・K - 神尾晋一郎
- 敵A - 佐々健太
- 敵B - 矢野正明
- 敵C - 駒田航
- 母ペンギン - 齋藤綾
- メリーさん - 逢田梨香子

第5話
- 伊代 - 逢田梨香子
- 北条 - 内田雄馬
- ウサギ
  - 前半 - 米山有佳子 / 名塚佳織（再放送）
  - 後半 - 下野紘 / 梶裕貴（再放送）

第6話
- ヘルシェイク矢野 - 田所陽向
- マグマミキサー村田 - 神尾晋一郎
- 記録係 - 比留間俊哉
- 鎌瀬将一 - こばたけまさふみ
- イッテゾン・ちえこ - 夏川朋子
- 一之橋 歩 - 池田海咲
- 松林角太郎 - 佐々健太
- 億千万京兆 - 矢野正明
- 彼女 - 稗田寧々

第7話
- くちばし男 - 矢野正明
- 信者 - 新田早規
- サブカルクソ女 - 朝日奈丸佳
- モブ男 - 武内駿輔
- ヘルシェイク矢野
  - 前半 - 板倉俊介 / 悠木碧（再放送）
  - 後半 - 安達亨 / 速水奨（再放送）

- ナレーション
  - 前半 - 安達亨 / 竹達彩奈（再放送）
  - 後半 - 板倉俊介 / 中田譲治（再放送）

第8話
- ベーコンムシャムシャくん
  - 前半 - 引坂理絵
  - 後半 - 小西克幸

- ナレーション
  - 前半 - 村井雄治
  - 後半
    - A - 村井雄治
    - B - 小西克幸

- 竹生会幹部・謎の声・ザビエル
  - 前半 - 不明
  - 後半 - 小西克幸

- 看守 - 矢野正明
- 女囚A - 夏川朋子
- 女囚B - 逢沢ゆりか
- 若衆A - 益山武明
- 若衆B - こばたけまさふみ
- 組長 - 拝真之介

第9話
- ジョセフ（少年）
  - 前半 - 村瀬歩
  - 後半 - 下地紫野

- ジョセフ（大人）
  - 前半 - 神城維来
  - 後半 - 新垣樽助

- ナレーション - 神城維来
- 通行人 - 大井麻利衣
- アームレスラーA - 矢野正明
- アームレスラーB - 佐々木義人
- アームレスラーC - 広瀬淳
- インスタ女A - 佳穂成美
- インスタ女B - 田中貴子

第10話
- 日暮警部 - 茶風林
- 鈴木一郎 - 村井雄治
- 勅使河原清史 - 前田弘喜
- 金子郷蔵 - 矢野正明
- 吉川博美、ポプテピクッキングお姉さん - 前田玲奈
- 田中 - 拝真之介
- 老婆 - 神田みか
- ホステスA - 逢沢ゆりか
- ホステスB - 清水彩香

第11話
- 玲奈、ポプテピクッキングお姉さん - 前田玲奈
- 章吾 - 福西勝也
- 隼人 - 真木駿一
- 彩 - 田辺留依

第12話
- キングA - 拝真之介
- キングB - 麦人
- キングC - 矢野正明
- キングD - 佐々木義人
- キングE - 神尾晋一郎
- ポンタ - 間宮くるみ
- 少女A - 七瀬彩夏
- 少女B - 長野せりな
- 蒼井翔太 - 蒼井翔太（実写出演）

第13話
- 少年 - 原良丞
- クトゥルフ - 岩田光央
- ナレーション - DJ.ナイク
- ヘルシェイク矢野 - 田所陽向（前半）
- マグマミキサー村田 - 神尾晋一郎（後半）
- キューティーシャーク
  - 青龍・朱雀・白虎ver.前半 - 矢野正明
  - 玄武ver.前半 - 花守ゆみり
  - 青龍・朱雀・玄武ver.後半 - 桶谷菜穂
  - 白虎ver.後半 - 小野賢章

- タイトルコール - 木村謙心、木村吉孝

第14話
- 具
  - 白虎ver.後半以外 - なし
  - 白虎ver.後半 - 関俊彦、遊佐浩二

- 歯科助手 - 大井麻利衣
- ヴァンパイア - 佐々木義人
- 裁判官 - 矢野正明
- ナレーション - 会一太郎
- 守り神様 - 保住有哉
- 鬼 - 乃村健次
- 鬼の娘 - 岡咲美保
- 鬼の子分 - 田島章寛
- 蒼井翔太 - 蒼井翔太（実写出演）
- タイトルコール - 木村謙心、木村吉孝

再放送（リミックス版）
- 「JAPON MiGNON」
  - ティボ・トレスカ 吹き替え - 矢野正明

### 主題歌（第1シリーズ）
主題歌の作曲・編曲は全て吟（BUSTED ROSE）が担当。
オープニングテーマ
「Twinkling star」（第1話）
作詞 - 吟（BUSTED ROSE） / 歌 - ドロップスターズ［星降そそぐ（小倉唯）、月野しずく（水瀬いのり）、夕陽ころな（上坂すみれ）］
フェイクアニメ『星色ガールドロップ』の第1期OP。
「POP TEAM EPIC」（第2話 - 第10話、再放送第2・3・9後半・10話）
作詞 - 吟（BUSTED ROSE） / 歌 - 上坂すみれ
第9話の『JAPON MiGNON』コーナーではラーメン店のBGMとして使用されている。第10話の後半パートでは、OP映像に合わせてテレビを叩き割る音やポプ子が洗濯機の中で回る音などの効果音が追加されている。第11話では、この曲の間奏部分をBGMにスタッフのクレジットが表示されたほか、『POP TEAM STORY』コーナーの挿入歌として使用されている。
再放送第9話後半では、ポプ子役の中村悠一とピピ美役の杉田智和が、OPにオーディオコメンタリーを入れる形となっている。
「last sparkle」（第13話）
作詞 - 吟（BUSTED ROSE） / 歌 - 上坂すみれ
OP映像はサンライズ制作によるロボットアニメ風になっている。
「Pretty candle star」（第14話）
作詞 - 吟（BUSTED ROSE） / 歌 - ドロップスターズ［星降そそぐ（小倉唯）、月野しずく（水瀬いのり）、夕陽ころな（上坂すみれ（前半）、AC部［板倉俊介、安達亨］（後半））］
前半パートはアスラフィルム制作（ノンクレジット）によるフェイクアニメ『星色ガールドロップ』の第2期OPだが、後半パートはAC部による前半OPのパロディとなっている。
「POP TEAM EPIC(REBROADCASTING MIX)」(再放送第4 - 9話前半)
作詞 - 吟（BUSTED ROSE） / 歌 - 上坂すみれ
主題歌・OP映像ともに大幅にリミックスしたバージョン。OP映像は、本編の映像をリミックスしたり、本編の内容を元に新たに製作した映像が使われている。

エンディングテーマ
「POPPY PAPPY DAY」（第1話 - 第4話、第6話、第8話、第9話、第11話、第12話前半パート、再放送第1話 - 第4話、第6話、第8話、第9話）
作詞 - 吟（BUSTED ROSE）/ 歌 - ポプ子、ピピ美
第8話、第9話、第11話の前半のエンディング（女性声優版）ではイントロ部分に台詞があり、言い回しはそれぞれ異なっている。なお、第7話、第10話、第12話用のバージョンも録音されており、後述のサウンドトラック「ポプテピピック ALL TIME BEST」にボーナストラックとして全6曲が収録されている。
「POPPY PAPPY DAY（蒼井翔太Ver.）」（第12話後半パート）
作詞 - 吟（BUSTED ROSE） / 歌 - 蒼井翔太（蒼井翔太）
画面左半分が蒼井翔太出演の実写映像となっている。また、アレンジは他のどのバージョンとも異なっている。「ポプテピピック ALL TIME BEST」でのタイトルは「POPPY PAPPY DAY（蒼井翔太Ver.）」。
「POPPY PAPPY DAY（Route66 Mix）」（第5話）
作詞 - 吟（BUSTED ROSE） / 歌 - ポプ子、ピピ美
「POPPY PAPPY DAY（8 BIT MIX）」（第7話）
作詞 - 吟（BUSTED ROSE）
インストゥルメンタル楽曲。
「人生」（第10話）
作詞 - 吟（BUSTED ROSE） / 歌 - ポプ子、ピピ美
「風船飛行」（第13話、第14話前半パート）
作詞 - 吟（BUSTED ROSE） / 歌 - ポプ子、ピピ美（13話）、蒼井翔太（蒼井翔太）（第14話前半パート）
「AOI Traveler」（第14話後半パート）
作詞 - 吟（BUSTED ROSE） / 歌 - 蒼井翔太（蒼井翔太）

挿入歌
「恋して♥ポプテピピック」（第2話）
作詞 - 当真一茂（UchuPeople） / 歌 - ポプ子、ピピ美
第12話の『ピピ美覚醒』コーナーでもBGMとして使用されている。
「オリコうんナンバーワン」（第3話）
作詞 - 吟（BUSTED ROSE） / 歌 - おりこうモンキーズ
「売れたいモンキーズ」（第3話）
作詞 - 吟（BUSTED ROSE） / 歌 - おりこうモンキーズ
「LET'S POP TOGETHER」（第4話）
作詞 - 当真一茂（UchuPeople） / 歌 - ポプ子、ピピ美
「貴方に伝えたいコト」（第11話）
作詞 - 吟（BUSTED ROSE） / 歌 - 星降そそぐ（小倉唯）
最終星予告のBGMとして流れた。
「心の大樹」（第12話）
作詞 - 大川ぶくぶ / 歌 - ポプ子、ピピ美
前半がポプ子（五十嵐裕美）とピピ美（松嵜麗）、後半がポプ子（増田俊樹）とピピ美（羽多野渉）名義だが、後半部はバックコーラスに女声が入る混声合唱となっている。
「おねんねコンちゃん」（BD / DVD第3巻映像特典）
作詞 - 当真一茂（UchuPeople） / 歌 - ポプ子、ピピ美
フェルトパート未公開シーンで使用。
「ポプ子にソース」（第13話）
作詞 - 山下諒（Spe3） / 歌 - ポプ子、ピピ美
「Bansaku neender」（第14話）
作詞 - 当真一茂（UchuPeople） / 歌 - ポプ子、ピピ美

### コーナー
スタッフの名前の横の数字は、参加した話数である。

#### 星色ガールドロップ
第1話
- 制作 - そよ風動画
- コーナー監督（OP）・コンテ・演出・作画監督・キャラクターデザイン - 梅木葵
- 美術 - 梅木葵、佐藤未夢

第1話冒頭にあたかも「星色ガールドロップ」というアニメの放送が始まったかのように見せるフェイクアニメ。オープニングテーマが流れた後のタイトルコールを遮るようにポプ子が登場し、ポプテピピック本編が開始する。

#### POP TEAM STORY
第1話 - 第6話、第8話 - 第14話
- 制作 - スペースネコカンパニー
- コーナー監督・コンテ・美術設定 - 青木純
- 構成・脚本 - 木戸雄一郎
- 演出 - 青木純、青木悠
- キャラクターデザイン・編集 - 青木純、青星早奈（5）
- 設定・原画 - 青星早奈（5）
- キャラクターデザイン補佐・原画 - 青木悠（5）
- 英語翻訳協力 - 神城維来（9・前半）
- 沖縄方言翻訳 - 新垣正弘（9・後半）、新垣樽助（9・後半、翻訳協力）
- 語り - BBゴロー（11・後半）
- ゲストアニメーター - 奥田陽介（12）

アニメオリジナルのストーリーパート。第7話を除き、各話のサブタイトルはこのコーナーの内容を示すものになっている。第7話は代わりに高速紙芝居「ヘルシェイク矢野」が放送された。
第2話では途中で実写パートに切り替わり、勇者と魔法使いの声優がスタッフに苦情を言う描写が写し出された。再放送版は背景だけが出来上がっていた。
第9話では前半パートには英語、後半にはウチナーグチ（沖縄方言）で登場人物ジョセフの語りが入った（どちらも日本語共通語字幕付き）。
第11話ではポプ子とピピ美の声が逆再生加工されたものになっている。また、後半パートにはBBゴローによる、ワイプ画面の実写コメンタリーが挿入されている。なおBD/DVDの3巻には映像特典として第11話後半パートのワイプ無し版が収録されている。再放送版はポプ子とピピ美視点でのセリフが追加されており、逆再生加工されていない。また、後半パートはワイプなし版となっている。

#### 高速紙芝居「ヘルシェイク矢野」
第7話
- 制作 - AC部

第7話でボブネミミッミ（後述）に代わって放送された長編。ポプ子とピピ美の絵柄はボブネミミッミに準拠したものになっており、それ以外はAC部のスケッチブック紙芝居「高速紙芝居」となっている。
神風動画からAC部に対して出された「本来の担当コーナーとは別に長尺パートを1話だけ担当して欲しい」「どこかで高速紙芝居をやって欲しい」という要望を受け、7話のPOP TEAM STORYに相当するコーナーとして放送された。第7話ではこのコーナーからサブタイトルが取られている。
再放送（リミックス版）ではボブネミミッミ同様各話毎の声優が担当しており、さらに後半パートではBGMや効果音が追加されている。

#### POP TEAM EPIC
神風動画 制作（第1話 - 第14話）
- コーナー監督・コンテ・演出・作画監督・美術監督・キャラクターデザイン - 梅木葵
- コンテ - 横嶋俊久（7）
- 背景美術 - 佐藤未夢（5、7、8）、東大貴（5）
- 3Dモデリング・3Dアニメーション - 石内健
- 撮影 - 東大貴、さとうちひろ

スペースネコカンパニー 制作（第1話 - 第3話、第5話、第7話、第13話 - 第14話）
- コーナー監督・コンテ・キャラクターデザイン・編集 - 青木純
- 演出 - 青木純（1 - 2、7）、青木悠（3、5）

池亜佐美 制作（第11話）
- コーナー監督・演出・美術・撮影・編集・音楽 - 池亜佐美
- コンテ・監修 - 青木純

原作に準拠した内容のショートコーナー。主に神風動画が制作を担当しているが、一部はスペースネコカンパニーが制作。また、第11話では池亜佐美が制作したものもある。

#### POP TEAM 8bit
第1話 - 第5話、第7話 - 第10話、第13話
- 制作 - 山下諒
- コーナー監督・演出・映像原案・デザイン・編集 - 山下諒
- コンテ - 青木純（1）、山下諒（2 - 5、7 -）
- グラフィック - 池上莉央
- 監修 - 青木純
- 合成音声協力 - 株式会社アクエスト

原作のうちゲームに関連した内容のものを元に、レトロゲーム風のドット絵で描かれている（第5話を除く）。山下は放送当時大学4年生で、「卒業論文の代わりにいいんじゃない？」と声を掛けられて参加している。これとは別に卒業制作もしており、「ポプテピピックと卒業制作と学校祭で、頭がおかしくなりそうな一年でした！！」と語っている。山下が当初作成した映像はクオリティが高く、そのままではパロディとして成立しないと言われ、修正を加えている。

#### JAPON MiGNON
第1話、第3話、第7話、第9話、第11話、第13話
- 制作 - 神風動画
- コーナー監督・コンテ・演出・美術・3Dワークス・編集 - ティボ・トレスカ
- 3Dモデリング - 石内健

日本語が話せず、神風動画の社内では英語でコミュニケーションを取っているフランス人アニメーターのティボ・トレスカが原作の絵だけを見て想像し、ひとりで制作したもの。このコーナーに実写で登場している人物もトレスカである。トレスカの解説、及び本編でのセリフはすべてフランス語だが、後半にのみ日本語字幕が付く。
再放送（リミックス版）では全編日本語吹き替え（トレスカ：矢野正明）になっており、ポプ子とピピ美の声も各話毎の声優が担当している。

#### ボブネミミッミ
第1話 - 第6話、第8話 - 第14話
- 制作 - AC部

原作とは異なる絵柄でポプ子とピピ美が登場するコーナー。AC部が声を含めすべて単独で制作している。前半と後半でキャストなど含め内容の変更が一切ないのはこのコーナーのみである。番組プロデューサーの須藤は「内容は一番原作に準拠しているので、箸休め的な感じで見ていただければ嬉しい」と語ったが、視聴者からは「揚げ物の箸休めに油飲まされてる感覚」と評された。原作者サイドからの指示もほとんどなく、内容の構成もほぼ全てAC部に委ねられており、既に他コーナーでアニメ化したネタを使用していることもある。タイトルコール時のロゴ左上には初回を含め、毎回「新コーナー」の表示がなされる。第14話ではコーナー名が「ボブッミ」と略されており、「一夜限りの復活SP!」とテロップが付けられた。
原作に準拠しつつ、可愛さと毒の排除を目指して制作されており、ボブネミミッミというタイトルもそのコンセプトに基づいて名づけられた。
基本的に1話の前半パートと後半パートで同じものがそれぞれ2本ずつ放映されるが、第7話では本コーナーの代わりにAC部制作の高速紙芝居「ヘルシェイク矢野」が放送された。また、第12話では前半パートと後半パートで異なるものがそれぞれ1本ずつ放送された。
2018年9月15・16日に開催された「ポプテピピックスペシャルイベント 〜POP CAST EPIC!!」では、完全新作2話と「ヘルシェイク矢野」を含むボブネミミッミ全話を収録した映像作品集が先行販売された。
2021年2月6日には、「未公開声優ver.」がYouTubeにてプレミア公開された。テレビスペシャルに出演した32名のキャスト（16ペア）が声を担当した未公開のバージョンが公開された。
再放送（リミックス版）ではポプ子とピピ美の声も各話毎の声優が担当している。サブキャラクターについては声優交代を行う場合と元のAC部のままの場合がある。

#### POP TEAM DANCE
第2話、第4話、第12話、BD/DVD3巻特典、第14話
- 制作 - UchuPeople（小野ハナ、当真一茂）
- コンテ・美術・振付・人形制作・撮影 - 当真一茂
- 編集・エフェクト - 小野ハナ
- 監修 - 青木純

ポプ子とピピ美のフェルト人形が挿入歌にのせて踊るというもので、コマ撮りで撮影がなされている。第2話での冒頭で、フェルト人形の製作の様子が実写で使用された。
このうちの一本『おねんねコンちゃん』は、第12話で公開された『心の大樹』と「前半と後半で印象のギャップを出す演出」が被るという事情から本放送では用いられず、BD/DVDの3巻に映像特典として収録されている。

#### ポプテピクッキング
第5話 - 第7話、第10話 - 第11話、第14話
- 制作 - 関口和希
- コーナー監督・作画監督・美術・原画・編集・撮影 - 関口和希
- コンテ - 青木純

料理番組調のテイストで送られるコーナー。

#### ベーコンムシャムシャくん
第8話
- 制作 - 胡ゆぇんゆぇん
- コーナー監督・原画・背景美術・撮影 - 胡ゆぇんゆぇん
- コンテ・監修・編集 - 青木純

原作に登場するベーコンムシャムシャくんをテーマにしたコーナー。他のコーナーと異なりポプ子とピピ美は登場しない。

#### ポプテピピック昔ばなし
第8話、第11話
- 制作 - 佐藤美代
- コーナー監督・演出・砂アニメ・撮影 - 佐藤美代
- コンテ・監修・編集 - 青木純

昔話を元にアレンジされたオリジナルのストーリーをサンドアートや油絵によってアニメ化したコーナー。

#### バラバラタイちゃん
第9話
- 制作 - ゴリラフィルム
- コーナー監督・美術・撮影・編集 - 村上慎弥
- コンテ・監修 - 青木純

顔がついた体の一部が送るコントのコーナー。

#### Pop Team Epicrimson
第12話
- コーナー監督 - 山下諒
- 3DCG - 行方将太郎、鉾立颯春
- 撮影協力 - 石井剛、大竹勇人、中島健人
- 企画協力 - 株式会社エコールソフトウェア、真鍋賢行

エコールソフトウェアの正式な許諾を得て、セガサターン用シューティングゲーム『デスクリムゾン』のオープニングを忠実になぞったパロディ映像。第2話から第10話まで放映されたオープニング映像に使われたテレビに映しだされている。尺の都合上2つに分割されて前半・後半パートで異なる内容を放映した。前半パートはセガサターン初期ロード画面、メーカーロゴ、キャラクター紹介のパロディ。後半パートは友ヶ島での実写撮影シーンがメインとなっており、ポプ子とピピ美によるセリフも収録されている。この完全版は、DVD/BD第3巻に特典映像として収録されている。

#### ピピ美覚醒
第12話
- 制作 - ゴリラフィルム
- コーナー監督 - 村上慎弥
- 演出・美術・撮影・編集 - 村上慎弥
- 監修・キャラクターデザイン・原画 - 青木純
- 作画監督 - 梅木葵
- 彩色・仕上げ - 宇野

ソーシャルゲームのキャラクター合成強化システムを模したコーナー。前半パートと後半パートでカードの絵柄が異なっている。

#### 次回予告
第1話 - 第12話（後半パート）
- コーナー監督・脚本・コンテ・演出 - 山元隼一
- 作画監督 - 梅木葵（1 - 2、4）、山元隼一（3、5、6 -）
- 美術 - 山元隼一（1）、茄子（3、5、6 -）、キャラクターデザイン - 梅木葵

内容は本編に関係なく、フェイクアニメ『星色ガールドロップ』の各星予告という形式になっている。第2星のサブタイトルは単行本『ポプテピピック SECOND SEASON』収録の『☆色ガールドロップ』の目次と一致している。第3星以降はアニメオリジナルのサブタイトルになっており、内容はコミックアンソロジーに準拠している。
コーナー監督の山元は、「ぶくぶ先生の描かれた漫画原作の第一星では、大地には幼馴染であるそそぐに関する記憶がなく、そそぐと大地が結婚の約束をしています。その謎について、今回はアニメーションなりの終わりの物語を紡がせていただきました。」とTwitter上で語っている。
前半と後半で内容は変わらないが、テレビ放送時のみ後半に『星色ガールドロップ コミックアンソロジー』の宣伝字幕が加わっている。
第12話では後半パートのみで、「二期決定」として「星色ガールドロップ シーズン2 第一星」の予告が放送されたが、プロデューサーの須藤は『ポプテピピック』自体の2期に関して放送当初は「放送を乗り切るのが精一杯なので考えていない」という旨の発言を行っている。

#### POP CLAY EPIC
第13話
- コーナー監督 - 野田ゆり子

クレイアニメで製作されたコーナー。

#### やっぱつらいのぅ、ポプ
第13話
エンドロール後に登場したコーナー。スクウェア・エニックスの正式な許諾を得て、PlayStation 4、Xbox One、Microsoft Windows、Google Stadia用RPG『ファイナルファンタジーXV』 CHAPTER 1「旅立ち」よりのワンシーンにおける登場人物の頭部をポプ子（ノクティス、プロンプト、グラディオラス）とピピ美（イグニス）に置き換えている。

#### POP TEAM COLLAGE
第14話
- コーナー監督 - 幸洋子

コラージュ技法で描かれた、毒々しい色合い・目まぐるしく変わる場面展開が特徴のコーナー。

#### POPXAR 3D
第14話
- コーナー監督 - 青山敏之

ポプ子とピピ美が3DCGで描かれ立体的になっているコーナー。なお、この3DCGモデルはテレビスペシャル告知用の画像にも使用されている。

#### POP TEAM PASTEL
第14話
- コーナー監督 - 米谷聡美

パステル画で描かれたコーナー。

### 各話リスト
サブタイトルは「POP TEAM STORY」または高速紙芝居「ヘルシェイク矢野」の各話タイトル。各コーナーは1話内で複数のパートに分かれているものもあるが、以下では各話毎に同系統のものをまとめて記載する。
| 話数 | サブタイトル                | コーナー                                                   |
| ---- | --------------------------- | ---------------------------------------------------------- |
| #01  | 出会い                      | 星色ガールドロップ 第1期OP、第1星「君だけに教えるよ！」    |
| #01  | 出会い                      | POP TEAM STORY                                             |
| #01  | 出会い                      | POP TEAM EPIC（作・神風動画）                              |
| #01  | 出会い                      | POP TEAM EPIC（作・スペースネコカンパニー）                |
| #01  | 出会い                      | POP TEAM 8bit                                              |
| #01  | 出会い                      | JAPON MiGNON                                               |
| #01  | 出会い                      | ボブネミミッミ                                             |
| #01  | 出会い                      | 次回予告 第2星「ヘルプ！そそぐはアイドル！」               |
| #02  | 異次元遊戯ヴァンヴー        | POP TEAM STORY                                             |
| #02  | 異次元遊戯ヴァンヴー        | POP TEAM 8bit                                              |
| #02  | 異次元遊戯ヴァンヴー        | POP TEAM EPIC（作・神風動画）                              |
| #02  | 異次元遊戯ヴァンヴー        | POP TEAM EPIC（作・スペースネコカンパニー）                |
| #02  | 異次元遊戯ヴァンヴー        | POP TEAM DANCE 「恋して♥ポプテピピック」                   |
| #02  | 異次元遊戯ヴァンヴー        | ボブネミミッミ                                             |
| #02  | 異次元遊戯ヴァンヴー        | 次回予告 第3星「大地くんが新しいマネージャー？」           |
| #03  | ザ・ドキュメント            | POP TEAM STORY                                             |
| #03  | ザ・ドキュメント            | POP TEAM 8bit                                              |
| #03  | ザ・ドキュメント            | POP TEAM EPIC（作・神風動画）                              |
| #03  | ザ・ドキュメント            | POP TEAM EPIC（作・スペースネコカンパニー）                |
| #03  | ザ・ドキュメント            | JAPON MiGNON                                               |
| #03  | ザ・ドキュメント            | ボブネミミッミ                                             |
| #03  | ザ・ドキュメント            | 次回予告 第4星「デビルボルケーノ登場！二人だけのライブ！」 |
| #04  | SWGP2018                    | POP TEAM STORY                                             |
| #04  | SWGP2018                    | POP TEAM 8bit                                              |
| #04  | SWGP2018                    | POP TEAM EPIC（作・神風動画）                              |
| #04  | SWGP2018                    | POP TEAM DANCE 「LET'S POP TOGETHER」                      |
| #04  | SWGP2018                    | ボブネミミッミ                                             |
| #04  | SWGP2018                    | 次回予告 第5星「しずくのライバルハート炎上中！」           |
| #05  | イモ☆ヨバ                   | POP TEAM STORY                                             |
| #05  | イモ☆ヨバ                   | POP TEAM 8bit                                              |
| #05  | イモ☆ヨバ                   | POP TEAM EPIC（作・神風動画）                              |
| #05  | イモ☆ヨバ                   | POP TEAM EPIC（作・スペースネコカンパニー）                |
| #05  | イモ☆ヨバ                   | ポプテピクッキング                                         |
| #05  | イモ☆ヨバ                   | ボブネミミッミ                                             |
| #05  | イモ☆ヨバ                   | 次回予告 第6星「三角関係!?強敵はころなパイセン」           |
| #06  | 第30期電脳戦                | POP TEAM STORY                                             |
| #06  | 第30期電脳戦                | POP TEAM EPIC（作・神風動画）                              |
| #06  | 第30期電脳戦                | ポプテピクッキング                                         |
| #06  | 第30期電脳戦                | ボブネミミッミ                                             |
| #06  | 第30期電脳戦                | 次回予告 第7星「部屋が一緒なら、戸籍も一緒に♪」            |
| #07  | ヘルシェイク矢野            | 高速紙芝居「ヘルシェイク矢野」                             |
| #07  | ヘルシェイク矢野            | POP TEAM 8bit                                              |
| #07  | ヘルシェイク矢野            | POP TEAM EPIC（作・神風動画）                              |
| #07  | ヘルシェイク矢野            | POP TEAM EPIC（作・スペースネコカンパニー）                |
| #07  | ヘルシェイク矢野            | JAPON MiGNON                                               |
| #07  | ヘルシェイク矢野            | ポプテピクッキング                                         |
| #07  | ヘルシェイク矢野            | 次回予告 第8星「ドロップスターズ、解散の危機!?」           |
| #08  | 飯田橋の昇竜 〜復讐のピピ〜 | POP TEAM STORY                                             |
| #08  | 飯田橋の昇竜 〜復讐のピピ〜 | POP TEAM 8bit                                              |
| #08  | 飯田橋の昇竜 〜復讐のピピ〜 | POP TEAM EPIC（作・神風動画）                              |
| #08  | 飯田橋の昇竜 〜復讐のピピ〜 | ベーコンムシャムシャくん                                   |
| #08  | 飯田橋の昇竜 〜復讐のピピ〜 | ポプテピピック昔ばなし                                     |
| #08  | 飯田橋の昇竜 〜復讐のピピ〜 | ボブネミミッミ                                             |
| #08  | 飯田橋の昇竜 〜復讐のピピ〜 | 次回予告 第9星「あなたに届け、私たちの新曲！」             |
| #09  | 奇跡とダンスを              | POP TEAM STORY                                             |
| #09  | 奇跡とダンスを              | POP TEAM 8bit                                              |
| #09  | 奇跡とダンスを              | POP TEAM EPIC（作・神風動画）                              |
| #09  | 奇跡とダンスを              | バラバラタイちゃん                                         |
| #09  | 奇跡とダンスを              | JAPON MiGNON                                               |
| #09  | 奇跡とダンスを              | ボブネミミッミ                                             |
| #09  | 奇跡とダンスを              | 次回予告 第10星「満天のキス」                              |
| #10  | 銀座ホステス探偵            | POP TEAM STORY                                             |
| #10  | 銀座ホステス探偵            | POP TEAM 8bit                                              |
| #10  | 銀座ホステス探偵            | POP TEAM EPIC（作・神風動画）                              |
| #10  | 銀座ホステス探偵            | ポプテピクッキング                                         |
| #10  | 銀座ホステス探偵            | ボブネミミッミ                                             |
| #10  | 銀座ホステス探偵            | 次回予告 第11星「突然の別れ」                              |
| #11  | 呪館 JUKAN                  | POP TEAM STORY                                             |
| #11  | 呪館 JUKAN                  | POP TEAM EPIC（作・神風動画）                              |
| #11  | 呪館 JUKAN                  | POP TEAM EPIC（作・池亜佐美）                              |
| #11  | 呪館 JUKAN                  | JAPON MiGNON                                               |
| #11  | 呪館 JUKAN                  | ポプテピクッキング                                         |
| #11  | 呪館 JUKAN                  | ポプテピピック昔ばなし                                     |
| #11  | 呪館 JUKAN                  | ボブネミミッミ                                             |
| #11  | 呪館 JUKAN                  | 最終星予告「星降る大地、大切な約束」                       |
| #12  | THE AGE OF POP TEAM EPIC    | POP TEAM STORY                                             |
| #12  | THE AGE OF POP TEAM EPIC    | POP TEAM EPIC（作・神風動画）                              |
| #12  | THE AGE OF POP TEAM EPIC    | Pop Team Epicrimson                                        |
| #12  | THE AGE OF POP TEAM EPIC    | ピピ美覚醒                                                 |
| #12  | THE AGE OF POP TEAM EPIC    | POP TEAM DANCE 「心の大樹」                                |
| #12  | THE AGE OF POP TEAM EPIC    | ボブネミミッミ                                             |
| #12  | THE AGE OF POP TEAM EPIC    | 二期予告 第2期 第1星「アイドルか花嫁！選ぶのはどっち？」   |
| #13  | コンビニ                    | POP TEAM STORY                                             |
| #13  | コンビニ                    | POP TEAM EPIC（作・神風動画）                              |
| #13  | コンビニ                    | POP TEAM EPIC（作・スペースネコカンパニー）                |
| #13  | コンビニ                    | POP TEAM 8bit                                              |
| #13  | コンビニ                    | JAPON MiGNON                                               |
| #13  | コンビニ                    | ボブネミミッミ                                             |
| #13  | コンビニ                    | POP CLAY EPIC                                              |
| #13  | コンビニ                    | やっぱつらいのぅ、ポプ                                     |
| #13  | コンビニ                    | エンディング                                               |
| #14  | 大江戸ポプテ                | 星色ガールドロップ 第2期OP                                 |
| #14  | 大江戸ポプテ                | POP TEAM STORY                                             |
| #14  | 大江戸ポプテ                | POP TEAM EPIC（作・神風動画）                              |
| #14  | 大江戸ポプテ                | POP TEAM EPIC（作・スペースネコカンパニー）                |
| #14  | 大江戸ポプテ                | POP TEAM DANCE                                             |
| #14  | 大江戸ポプテ                | ポプテピクッキング                                         |
| #14  | 大江戸ポプテ                | ボブッミ                                                   |
| #14  | 大江戸ポプテ                | POP TEAM COLLAGE                                           |
| #14  | 大江戸ポプテ                | POPXAR 3D                                                  |
| #14  | 大江戸ポプテ                | POP TEAM PASTEL                                            |

### 放送局
| 放送期間                | 放送時間                     | 放送局       | 対象地域 | 備考                      |
| ----------------------- | ---------------------------- | ------------ | -------- | ------------------------- |
| 2018年1月7日 - 3月25日  | 日曜 1:00 - 1:30（土曜深夜） | TOKYO MX     | 東京都   |                           |
|                         |                              | BS11         | 日本全域 | BS放送 / 『ANIME+』枠     |
| 2018年1月8日 - 3月26日  | 月曜 22:30 - 23:00           | AT-X         | 日本全域 | CS放送 / リピート放送あり |
| 2018年1月10日 - 3月28日 | 水曜 23:00 - 23:30           | とちぎテレビ | 栃木県   |                           |
| 2018年1月11日 - 3月29日 | 木曜 1:25 - 1:55（水曜深夜） | 中国放送     | 広島県   |                           |

| 放送期間                      | 放送時間                       | 放送局                    | 対象地域 | 備考                      |
| ----------------------------- | ------------------------------ | ------------------------- | -------- | ------------------------- |
| 2018年6月30日 - 2018年9月22日 | 土曜 13:00 - 13:30（日本時間） | カートゥーン ネットワーク | アメリカ | アダルトスイム・TOONAMI枠 |

| 放送日       | 放送時間               | 放送局       | 対象地域 | 備考                  |
| ------------ | ---------------------- | ------------ | -------- | --------------------- |
| 2019年4月1日 | 月曜 22:00 - 23:00     | TOKYO MX     | 東京都   |                       |
|              | 月曜 23:00 - 24:00     | とちぎテレビ | 栃木県   |                       |
|              | 月曜 23:30 - 火曜 0:30 | AT-X         | 日本全域 | CS放送                |
| 2019年4月2日 | 火曜 0:00 - 1:00       | BS11         | 日本全域 | BS放送 / 『ANIME+』枠 |

| 放送期間        | 放送時間                     | 放送局   | 対象地域 | 備考                                 |
| --------------- | ---------------------------- | -------- | -------- | ------------------------------------ |
| 2021年10月9日 - | 日曜 1:30 - 2:00（土曜深夜） | TOKYO MX | 東京都   |                                      |
|                 |                              | BS11     | 日本全域 | BS放送 / 『ANIME+』枠                |
|                 |                              | AT-X     | 日本全域 | CS放送 / 字幕放送 / リピート放送あり |

| 配信開始日       | 配信時間                     | 配信サイト |
| ---------------- | ---------------------------- | --- |
| 2021年10月10日 - | 日曜 1:30 - 2:00（土曜深夜） | ABEMAニコニコ生放送 |
| 2021年10月10日 - | 日曜 1:30（土曜深夜）更新    | Amazon Prime Video｜アニメカ｜dアニメストア｜FOD｜GYAO!｜Hulu｜U-NEX バンダイチャンネル｜クラクイン!ビデオ｜楽天TV｜ビデオマーケット｜HAPPY!動画｜music.jp｜YouTube |
| 2021年10月10日 - | 日曜 2:00（土曜深夜）更新    | ニコニコチャンネル |
| 2021年10月10日 - | 日曜 12:00更新               | アニメ放題｜TELESA｜J:COM｜milplus｜スマートパス｜ひかりTV｜ふらっと動画                                                                                            |

### CD
| 発売日        | タイトル                       | 規格品番    |
| ------------- | ------------------------------ | ----------- |
| 2018年3月28日 | ポプテピピック ALL TIME BEST   | KICA-2526/8 |
| 2019年4月17日 | ポプテピピック ALL TIME BEST 2 | KICA-2545/6 |

### Blu-ray / DVD

#### 本編
| 巻 | 発売日        | 収録話                              | 規格品番     | 規格品番      |
| 巻 | 発売日        | 収録話                              | BD           | DVD           |
| -- | ------------- | ----------------------------------- | ------------ | ------------- |
| 1  | 2018年1月31日 | 第1話 - 第4話                       | KIXA-775     | KIBA-2304     |
| 2  | 2018年2月28日 | 第5話 - 第8話                       | KIXA-776     | KIBA-2305     |
| 3  | 2018年3月28日 | 第9話 - 第12話                      | KIXA-777     | KIBA-2306     |
| SP | 2019年4月17日 | テレビスペシャル（第13話 - 第14話） | KIXA-848 - 9 | KIBA-2314 - 5 |

#### その他（BD）
BBNM ボブネミミッミ集 Blu-ray
完全新作2話と「ヘルシェイク矢野」を含むボブネミミッミ全話を収録した映像作品集。

### イベント
ポプテピピック スペシャルイベント 〜POP CAST EPIC!!〜
2018年9月15・16日に幕張メッセで開催されたイベント。シークレットゲストを含む総勢31名が出演し、トークコーナーや生アフレコ、ライブ、紙芝居などが展開された。最速先行段階ではイベントの出演者が一切公開されておらず、最速先行の当落結果発表後の2019年7月23日に第一弾の出演者発表が行われた。第一弾に発表されたのは声優の上坂すみれ、牧野由依、渡部優衣、五十嵐裕美、松嵜麗のみでこの5人は両日出演した。2018年9月15日のイベント当日は「キングレコードの勘違いによりキャパ設定を間違え」たとの理由で当日券が販売された。シークレットゲストは15日が蒼井翔太で16日はGLAYのHISASHI。16日のイベントにおいて2019年4月1日に新作スペシャルが放送されることが発表された。2019年4月3日にはイベント内容を収録したDVD・BDが発売された。

### 評価
ニコニコ動画で1月7日未明に公開された第1話は同サイト史上最速で100万回再生を達成した。また、2018年1月14日の第2話配信後、人気ランキング首位を本作で独占し、全12話において100万再生を突破している。
アニメ流行語大賞2018において、ポプ子のセリフ「さてはアンチだなオメー」が銅賞（第3位）を受賞した。
「第十三回声優アワード」にてシナジー賞を受賞。

### 余談
- 第3話で放送されたポプ子扮する「ポプちん」のクローンが量産される場面に因み、後日公式Twitterで「秋葉原の街をクローンポプちんで埋め尽くせ」と題し1月21日にアニメイト秋葉原でのグッズ（ポプ子のお面）配布を告知したところ、予想以上にファンが殺到したため歩行者天国に人が入れなくなるほどの混雑となり、先頭に並んでいた数十枚の配布のみで中止となった[106]。これを受け公式Twitterアカウントは「（人が集まりすぎて危険と判断し）中止とさせて頂きました。誠に申し訳ございません」と謝罪した[107]。 2月12日にアニメイト3店舗で再配布を決定、先着順だが多数来場の場合は抽選配布に変更する可能性も告知され、また公式サイトではPDFデータを掲載した[108]。
- 本作アニメ化記念で、ポップアップショップが企画開催されている。本作関連アイテム販売、『星色ガールドロップ』PV上映、来店者参加企画「オリジナルポプテピピックを描こう!」といった企画が催されている。
- ポプ子達のファックサインは、当初一部の局（BS等）で無修正の場合も存在していたが、第4話以降、配信を含む全ての放送にてモザイク処理を掛けられている。2018年4月26日放送の朝日放送テレビ（テレビ朝日系）の情報番組『おはよう朝日です』内の特集の際にも、単行本表紙の当該部分に「放送自粛」と書かれた黒丸で隠していた。
- 第5話の一部シーンにおいて、お詫びとともに映像の差し替えが行われた。原作者の大川曰く、本来当てられるはずだったアニメーションは全て完成していたものの、諸般の事情により直前で差し替えられたという[67]。再放送（リミックス版）では、差し替え前のものと見られる映像が、薄いモザイクがかけられて放送された。
- 第6話でも出たセリフ「ヘルシェイク矢野のこと考えてた」は第7話で「高速紙芝居『ヘルシェイク矢野』」として放送された後、Twitterで長時間にわたってトレンド入りしたほか、タニタやコナミホールディングスなど様々な企業公式アカウントも反応するなど、大きな反響を呼んだ[109]。
- AbemaTVで第8話が配信された際、同話の8回連続配信が行われた[110]。
- 本作でパロディのネタとされた作品、或いは出演者とゆかりの深い作品が公式Twitterなどで反応するケースが複数見られた。
  - 第7話のPOP TEAM 8bitについて、『UNDERTALE』の原作者のトビー・フォックスが大川に対しTwitter上でネタにしてくれたことに感謝を述べた[111][112]。
  - 第9話の本編再生時間の3:50あたりと15:40あたりについて『ファイナルファンタジーXV』の公式Twitterが「伝説的な神映画と並べて餌食にしていただいたクソアニメには感謝しかありません。」とツイートした[113]。テレビスペシャル放送時にもFF15の公式Twitterが反応を見せている[114]
  - 第10話放送時には『劇場版名探偵コナン』の公式Twitterが「小五郎のおっちゃんと高木刑事と目暮警部」「コナン回」などのタグとともに「ポプテピピック」のタグを付け、「完全に理解しました」とツイートした[115][116]。
  - 第11話放送時には、後半パートでBBゴローが放った言葉「Sニングのパロディ」についてワーナーブラザースジャパンの公式Twitterが「Sニング…私、気になります…」と『シャイニング』の画像を付けてツイートした[117][118]。
- 第12話の蒼井翔太の衣装は、水樹奈々の武道館7日間ライブ『NANA MIZUKI LIVE GATE 2018』にゲスト出演した時のものである[119]。後に大川は原作第3シーズン7のサムネイルにこの時の蒼井のイラストを使用している[120]。
- 2018年のエイプリルフールには、本テレビアニメ作品の公式サイトが「大幅リニューアル」と称し、テレビアニメ『バジリスク 桜花忍法帖』の公式サイトにリダイレクトされるようになった。また、まんがライフWINにおける本作へのリンクも削除され見られなくなっていた[121][122]。現在は通常のウェブページに戻り、まんがライフWINにおける本作へのリンクも復帰している。
- 2018年8月に開催されたライブイベント『Animelo Summer Live 2018 "OK!"』にて本作関連のキャストが出演し、楽曲が披露された。8月25日開催の2日目では第2話Aパートの悠木碧と竹達彩奈の声優ユニット・petit miladyがサプライズ出演。本作挿入歌「おねんねコンちゃん」を歌唱。イベント用に大川ぶくぶが描き下ろした悠木・竹達のイラストがスクリーンに表示されたほか、MCパートでは悠木・竹達が行った会話を、その後第2話Bパートの古川登志夫と千葉繁が再放送として吹き替えるという演出も行われた[123]。8月26日に開催の3日目では本作のキャラクター・ヘルシェイク矢野が出演[124]。実際のライブステージではアニメ同様AC部による高速紙芝居が行われた。観客の「ヘルシェイクコール」の後、本作OPテーマを歌唱した上坂すみれが出演し、「POP TEAM EPIC」を歌った[125]。
- 2019年6月23日に第6話後半パートのピピ美担当の梶裕貴と第2話前半パートのピピ美担当の竹達彩奈が入籍し、アニメで同じキャラクターを担当した声優同士が結婚するという極めて珍しいケースとなり、原作者の大川ぶくぶも自身のTwitterにピピ美同士（キリスト式結婚式の新郎新婦）の結婚イラストの画像を投稿した[126][127]。また、2020年7月8日には、第13話白虎ver.後半パートのピピ美担当の小野賢章と第13話朱雀ver.前半パートのポプ子担当の花澤香菜が入籍した際に、ピピ美（新郎の和装姿）とポプ子（新婦の和装姿）の結婚イラストの画像を投稿している[128][129][注釈 39]。この2組を含め、当アニメに出演（主題歌担当を含む）した声優が2019年1月以降約1年半の間に10人以上が立て続けに結婚していることから、ネット上で「ポプテ婚」と呼ばれ話題となっている[3][128]。
- 漫画の中では出版元である竹書房を破壊するシーンが度々描かれているが、テレビアニメ版では当時隣接していた作品社もとばっちりを受ける形で爆破シーンに巻き込まれた他、作品社の創業40周年を迎えた2019年1月10日には劇中で作品社そのものが破壊されるシーンも描かれた[131][132]。

## テレビアニメ（第2シリーズ）
| 原作                                | 大川ぶくぶ                      |
| 企画・プロデュース ・音楽制作・製作 | キングレコード                  |
| シリーズ構成・ シリーズディレクター | 青木純                          |
| 音響監督                            | 鐘江徹                          |
| 音響効果                            | 小山恭正                        |
| 音響制作                            | グロービジョン                  |
| 音楽                                | 吟（BUSTED ROSE）               |
| アニメーション制作                  | スペースネコカンパニー 神風動画 |

| 第1話  | 「原作」                   |
| 第2話  | 「新婚」                   |
| 第3話  | 「なんか小さくてかわいい」 |
| 第4話  | 「スカーレット買います」   |
| 第5話  | 「闇の戦士」               |
| 第6話  | 「けも耳ショタVTuber」     |
| 第7話  | 「原作」                   |
| 第8話  | 「noob manga boy」         |
| 第9話  | 「クソマンガ番長」         |
| 第10話 | 「猫三匹飼ってます」       |
| 第11話 | 「生涯現役」               |
| 第12話 | 「原作」                   |

第2シリーズ「ポプテピピック TVアニメーション作品第二シリーズ」は2021年12月に製作が発表され、2022年10月から12月まで放送された。
キャッチコピーは「これは、夢と希望の物語(ただのクソ)――。」、「ポプ子とピピ美が奇跡をおこす!？」。

### 声の出演（第2シリーズ）

#### ポプ子・ピピ美の声の出演（第2シリーズ）
| 話数   | パート | 第2シリーズ | 第2シリーズ |
| 話数   | パート | ポプ子      | ピピ美      |
| ------ | ------ | ----------- | ----------- |
| 第1話  | 前半   | 平野綾      | 茅原実里    |
| 第1話  | 後半   | 井上和彦    | 堀川りょう  |
| 第2話  | 前半   | 朴璐美      | 釘宮理恵    |
| 第2話  | 後半   | 檜山修之    | 森川智之    |
| 第3話  | 前半   | 大谷育江    | 犬山イヌコ  |
| 第3話  | 後半   | 榎木淳弥    | 内田雄馬    |
| 第4話  | 前半   | 潘めぐみ    | 伊瀬茉莉也  |
| 第4話  | 後半   | 石丸博也    | 水島裕      |
| 第5話  | 前半   | 皆川純子    | 甲斐田ゆき  |
| 第5話  | 後半   | 豊永利行    | 浅沼晋太郎  |
| 第6話  | 前半   | 飯塚雅弓    | 椎名へきる  |
| 第6話  | 後半   | 畠中祐      | 増田俊樹    |
| 第7話  | 前半   | 板倉俊介    | 安達亨      |
| 第7話  | 後半   | 山寺宏一    | 山寺宏一    |
| 第8話  | 前半   | 真田アサミ  | 氷上恭子    |
| 第8話  | 後半   | 堀内賢雄    | 大塚明夫    |
| 第9話  | 前半   | 緒方恵美    | 宮村優子    |
| 第9話  | 後半   | 立木文彦    | 麦人        |
| 第10話 | 前半   | 渡辺久美子  | 西原久美子  |
| 第10話 | 後半   | 岡本信彦    | 阿部敦      |
| 第11話 | 前半   | 豊崎愛生    | 寿美菜子    |
| 第11話 | 後半   | 黒田崇矢    | 宇垣秀成    |
| 第12話 | 後半   | -           | 池田秀一    |

| 曲                         | 話数   | パート | ポプ子     | ピピ美     |
| -------------------------- | ------ | ------ | ---------- | ---------- |
| 「仲良ピース（女性ver.）」 | 1 - 11 | 前半   | 石見舞菜香 | 長谷川育美 |
| 「アイデンティティ」       | 1      | 前半   | 平野綾     | 茅原実里   |
| 「仲良ピース（男性ver.）」 | 1 - 11 | 後半   | 大須賀純   | 高橋広樹   |
| 「アイデンティティ」       | 1      | 後半   | 井上和彦   | 堀川りょう |
| 「Shining Shoulder」       | 5      | 前半   | 皆川純子   | 甲斐田ゆき |
| 「Shining Shoulder」       | 5      | 後半   | 豊永利行   | 浅沼晋太郎 |
| 「POPメモリーズとぅYOU♪」  | 6      | 前半   | 飯塚雅弓   | 椎名へきる |
| 「POPメモリーズとぅYOU♪」  | 6      | 後半   | 畠中祐     | 増田俊樹   |
| 「脊髄ぶっこ抜き音頭」     | 12     | 後半   | 石見舞菜香 | 長谷川育美 |
| 「脊髄ぶっこ抜き音頭」     | 未放送 | -      | 大須賀純   | 高橋広樹   |

| コーナー名                                       | 話数、パート   | ポプ子            | ピピ美            |
| ------------------------------------------------ | -------------- | ----------------- | ----------------- |
| ボブネミミッミ ライジング・ヘル ヘルシェイクの矢 | 共通 第7話前半 | 板倉俊介 （AC部） | 安達亨 （AC部）   |
| ボブネミミッミ                                   | 第6話          |                   | 板倉俊介 （AC部） |

#### その他の声の出演（第2シリーズ）
OP映像「Endless Love」
- 蒼井翔太 - 蒼井翔太（第1話・第12話）
- タイムパトロール隊長 - 中村優一（第1話・第12話）
- 謎の少女 - 西葉瑞希（第1話・第12話）
- ヒロイン - 諸星すみれ（第1話・第12話）
- おやっさん - 江原正士（第1話・第12話）

第1話
- クトゥルフ（第5話・第8話・第9話・第10話）
  - 前半 - 池澤春菜
  - 後半 - 岩田光央

- うさぎA - 中村カンナ
- うさぎB - 三川華月
- うさぎC - 三浦千幸
- うさぎD - 引坂理絵

第2話
- 客 - アナンド雪
- 男 - 峰晃弘
- アシスタント - 小若和郁那
- 上司 - 佐々木義人
- アカシックレコード/キングレコーダー - 速水奨

第3話
- おじさん - 矢野正明
- 牛・母親 - 小若和郁那
- テピバッグ - 内田彩
- ナナチ - 井澤詩織
- ナレーション - 木南亜莉沙

第4話
- 車掌 - 利根健太朗
- 少年A - 中村カンナ
- 少年B - 工藤夕希
- 女子大生 - 木南亜莉沙
- 先生 - 左座翔丸

第5話
- モブ主人公 - 引坂理絵
- 子供A - 三浦千幸
- 子供B - 唯野あかり

第6話
- 主人公・男プレイヤー（前半） - ナダル（コロコロチキチキペッパーズ）（実写出演シーンあり）
- 主人公・女プレイヤー（後半） - ゆいP（おかずクラブ）（実写出演シーンあり）
- クッキングさん - 安達亨

第7話
前半
- ヘルシェイク矢野 - 板倉俊介
- マネージャー・ナレーター・司会者・審査員・主語抜けプリンス・ラーメン店主・急に出てきて助言言うやつ - 安達亨

後半
- ヘルシェイク矢野・マネージャー・ナレーター・司会者・審査員・主語抜けプリンス・ラーメン店主・急に出てきて助言言うやつ - 山寺宏一

第8話
- リンゴリラッパ・プレイヤーB・白ハゲA - 間宮康弘
- ニャルラトホテプ（第10話にも登場）
  - 前半 - 渕崎ゆり子
  - 後半 - 佐々木望

- おじさん - 矢野正明
- プレイヤーA - 増元拓也
- プレイヤーC・カップル男 - 菊地達弘
- プレイヤーD - 乃本セイラ
- カップル女・白ハゲA - 石井未紗
- 宇宙人・白ハゲB - 森永千才
- 配信者 - 福原かつみ

第9話
- 殺士谷 - 松本保典
- クトゥ夫母 - 千田ミヤコ
- ヤンキーA - 福原かつみ
- ヤンキーB - 吉野貴大
- ヤンキーC・パパ - 横田大輔
- ヤンキーD - 藤原聖侑
- ヤンキーE - 奥田寛章
- ヤンキーF - 江頭宏哉
- 子供（兄） - 引坂理絵
- 子供（妹） - 三川華月

第10話
- カワウソ、うにゅ丸、店員ピピ美たち
  - 前半 - 西原久美子
  - 後半 - 阿部敦

- ナレーション - 弘松芹香
- レンジャーA - 小若和郁那
- レンジャーB - 矢野正明
- レンジャーC - 横田大輔
- レンジャーD - 佐々健太
- 幼少ジョン - 三浦千幸
- 竜騎士 - 増元拓也
- ミンフィリア - 沢城みゆき
- 司会 - ライアン・ドリース

第11話
- ウサギ
  - 前半 - 池澤春菜
  - 後半 - 岩田光央

- クマ
  - 前半 - 渕崎ゆり子
  - 後半 - 佐々木望

- ペンギン - 森永千才
- ハト師匠
  - 前半 - 戸松遥
  - 後半 - 佐々木義人

- スズメ師匠
  - 前半 - 高垣彩陽
  - 後半 - 峰晃弘

- ポセイドン
  - 前半 - 戸松遥
  - 後半 - 佐々木義人

- モッチー
  - 前半 - 高垣彩陽
  - 後半 - 岩崎征実

- カンチー
  - 前半 - 戸松遥
  - 後半 - 中谷一博

- 椎茸
  - 前半 - 高垣彩陽
  - 後半 - 中谷一博

- 酔っ払い客 - 峰晃弘、佐々木義人

第12話
- レジスタンスリーダー - 中村優一（中村悠一）
- 女子高生 - 白石優愛
- 少年 - 山﨑新太
- ジョギング男性 - 大越晴護
- ナレーション - 江原正士
- 特別出演 - 池田秀一
- 西川総帥 - 西川貴教

### 主題歌（第2シリーズ）
作曲・編曲の記載がないものは全て吟（BUSTED ROSE）が担当。
オープニングテーマ
「Endless Love」（第2シリーズ第1話、第12話）
作詞・作曲・編曲 - 吟（BUSTED ROSE） / 歌 - 蒼井翔太（蒼井翔太）
「PSYCHO:LOGY」（第2シリーズ第2話 - 第11話）
作詞 - leonn、小松レナ、松田莉奈、Mio Aoyama、BOUNCEBACK、日比野裕史（Blue Bird’s Nest） / 作曲 - BOUNCEBACK（Blue Bird’s Nest） / 編曲 - 日比野裕史×ats-, 清水武仁&渡辺徹（Blue Bird’s Nest） / 歌 - 蒼井翔太
エンディングテーマ
「仲良ピース」（第2シリーズ第1話、第3話、第4話、第6話、第7話、第9話）
作詞・作曲・編曲 - 吟（BUSTED ROSE） / 歌 - ポプ子、ピピ美
「仲良ピース（超予算勇者★グレートバリバリピピック MIX）」（第2シリーズ第2話）
作詞・作曲・編曲 - 吟（BUSTED ROSE） / 歌 - ポプ子、ピピ美
「仲良ピース（B-side MIX）」（第2シリーズ第5話）
作詞・作曲・編曲 - 吟（BUSTED ROSE） / 歌 - ポプ子、ピピ美
「仲良ピース（葛飾出身 MIX）」（第2シリーズ第8話）
作詞・作曲 - 吟（BUSTED ROSE） / 編曲 - 葛飾出身（VIXI） / 歌 - ポプ子、ピピ美
「仲良ピース（Sweet Pop MIX）」（第2シリーズ第10話）
作詞・作曲・編曲 - 吟（BUSTED ROSE） / 歌 - ポプ子、ピピ美
「仲良ピース（Dance Rock MIX）」（第2シリーズ第11話）
作詞・作曲・編曲 - 吟（BUSTED ROSE） / 歌 - ポプ子、ピピ美
「蒼井翔太体操」（第2シリーズ第12話）
作詞 - 大川ぶくぶ / 作曲・編曲 - 吟（BUSTED ROSE） / 歌 - 蒼井翔太（蒼井翔太）
挿入歌
「アイデンティティ」（第2シリーズ第1話）
作詞 - 大川ぶくぶ / 作曲・編曲 - 吟（BUSTED ROSE） / 歌 - ポプ子、ピピ美
「Shining Shoulder」（第2シリーズ第5話）
作詞 - 大川ぶくぶ / 作曲・編曲 - 吟（BUSTED ROSE） / 歌 - ポプ子、ピピ美
「POPメモリーズとぅYOU♪」（第2シリーズ第6話）
作詞 - 大川ぶくぶ / 作曲・編曲 - 吟（BUSTED ROSE） / 歌 - ポプ子、ピピ美
「脊髄ぶっこ抜き音頭」（第2シリーズ第12話）
作詞 - 小野ハナ、当真一茂 / 作曲・編曲 - 吟（BUSTED ROSE） / 歌 - ポプ子、ピピ美

### 各話リスト（第2シリーズ）
| 話数 | サブタイトル                                     | コーナー                                                       |
| ---- | ------------------------------------------------ | -------------------------------------------------------------- |
| #01  | アイデンティティ                                 | POP TEAM STORY                                                 |
| #01  | アイデンティティ                                 | POP TEAM EPIC                                                  |
| #01  | アイデンティティ                                 | POP TEAM EPIC                                                  |
| #01  | アイデンティティ                                 | ポプテピピック B-side                                          |
| #01  | アイデンティティ                                 | POP TEAM EPIC                                                  |
| #01  | アイデンティティ                                 | POP TEAM EPIC                                                  |
| #01  | アイデンティティ                                 | POP TEAM EPIC                                                  |
| #01  | アイデンティティ                                 | ボブネミミッミ                                                 |
| #01  | アイデンティティ                                 | スクウェア・エニックス×ポプテピピック コラボパート             |
| #01  | アイデンティティ                                 | POP TEAM EPIC                                                  |
| #01  | アイデンティティ                                 | POP TEAM EPIC                                                  |
| #02  | グレートバリバリピピック「出た！超クソデカ合体」 | POP TEAM EPIC                                                  |
| #02  | グレートバリバリピピック「出た！超クソデカ合体」 | POPXAR 3D                                                      |
| #02  | グレートバリバリピピック「出た！超クソデカ合体」 | POP TEAM EPIC                                                  |
| #02  | グレートバリバリピピック「出た！超クソデカ合体」 | POP TEAM EPIC                                                  |
| #02  | グレートバリバリピピック「出た！超クソデカ合体」 | ボブネミミッミ                                                 |
| #02  | グレートバリバリピピック「出た！超クソデカ合体」 | ポプテピクッキング                                             |
| #02  | グレートバリバリピピック「出た！超クソデカ合体」 | ポプテピピック B-side                                          |
| #02  | グレートバリバリピピック「出た！超クソデカ合体」 | アース製薬×ポプテピピック コラボパート                         |
| #02  | グレートバリバリピピック「出た！超クソデカ合体」 | POP TEAM STORY                                                 |
| #03  | POPUTAN                                          | ボブネミミッミ                                                 |
| #03  | POPUTAN                                          | POP TEAM STORY                                                 |
| #03  | POPUTAN                                          | ポプテピピック B-side                                          |
| #03  | POPUTAN                                          | ポプテピクッキング                                             |
| #03  | POPUTAN                                          | POP TEAM EPIC                                                  |
| #03  | POPUTAN                                          | POP TEAM EPIC                                                  |
| #03  | POPUTAN                                          | POP TEAM EPIC                                                  |
| #03  | POPUTAN                                          | POP TEAM EPIC                                                  |
| #03  | POPUTAN                                          | POP TEAM EPIC                                                  |
| #03  | POPUTAN                                          | スクウェア・エニックス×ポプテピピック コラボパート             |
| #04  | トレインバトル                                   | POP TEAM EPIC                                                  |
| #04  | トレインバトル                                   | POP TEAM STORY                                                 |
| #04  | トレインバトル                                   | ボブネミミッミ                                                 |
| #04  | トレインバトル                                   | POP TEAM EPIC                                                  |
| #04  | トレインバトル                                   | ポプテピピック B-side                                          |
| #04  | トレインバトル                                   | POP TEAM EPIC                                                  |
| #04  | トレインバトル                                   | POP TEAM EPIC                                                  |
| #04  | トレインバトル                                   | POP TEAM EPIC                                                  |
| #04  | トレインバトル                                   | スクウェア・エニックス×ポプテピピック コラボパート             |
| #04  | トレインバトル                                   | POP TEAM EPIC                                                  |
| #05  | SHINING SHOULDER                                 | POP TEAM EPIC                                                  |
| #05  | SHINING SHOULDER                                 | POP TEAM STORY                                                 |
| #05  | SHINING SHOULDER                                 | ボブネミミッミ                                                 |
| #05  | SHINING SHOULDER                                 | POP TEAM EPIC                                                  |
| #05  | SHINING SHOULDER                                 | POP TEAM EPIC                                                  |
| #05  | SHINING SHOULDER                                 | ポプテピクッキング                                             |
| #05  | SHINING SHOULDER                                 | POP TEAM EPIC                                                  |
| #05  | SHINING SHOULDER                                 | POP TEAM EPIC                                                  |
| #05  | SHINING SHOULDER                                 | POP TEAM EPIC                                                  |
| #05  | SHINING SHOULDER                                 | POP TEAM EPIC                                                  |
| #05  | SHINING SHOULDER                                 | POP TEAM EPIC                                                  |
| #05  | SHINING SHOULDER                                 | スクウェア・エニックス×ポプテピピック コラボパート             |
| #05  | SHINING SHOULDER                                 | ポプテピピック B-side                                          |
| #06  | POPメモリーズとぅYOU♪                            | POP TEAM EPIC                                                  |
| #06  | POPメモリーズとぅYOU♪                            | POP TEAM STORY                                                 |
| #06  | POPメモリーズとぅYOU♪                            | POP TEAM EPIC                                                  |
| #06  | POPメモリーズとぅYOU♪                            | ボブネミミッミ                                                 |
| #06  | POPメモリーズとぅYOU♪                            | かっぱ寿司×ポプテピピック コラボパート                         |
| #06  | POPメモリーズとぅYOU♪                            | POP TEAM EPIC                                                  |
| #06  | POPメモリーズとぅYOU♪                            | POP TEAM EPIC                                                  |
| #06  | POPメモリーズとぅYOU♪                            | POP TEAM EPIC                                                  |
| #07  | ライジング・ヘル ヘルシェイクの矢                | POP TEAM STORY                                                 |
| #07  | ライジング・ヘル ヘルシェイクの矢                | あぽろん×ポプテピピック コラボコーナー                         |
| #08  | ポプテピピックバトルロワイヤル                   | POP TEAM EPIC                                                  |
| #08  | ポプテピピックバトルロワイヤル                   | POP TEAM STORY                                                 |
| #08  | ポプテピピックバトルロワイヤル                   | POP TEAM EPIC                                                  |
| #08  | ポプテピピックバトルロワイヤル                   | POP TEAM EPIC                                                  |
| #08  | ポプテピピックバトルロワイヤル                   | POP TEAM EPIC                                                  |
| #08  | ポプテピピックバトルロワイヤル                   | ポプテピクッキング                                             |
| #08  | ポプテピピックバトルロワイヤル                   | POP TEAM EPIC                                                  |
| #08  | ポプテピピックバトルロワイヤル                   | POP TEAM EPIC                                                  |
| #08  | ポプテピピックバトルロワイヤル                   | POP TEAM EPIC                                                  |
| #08  | ポプテピピックバトルロワイヤル                   | ボブネミミッミ                                                 |
| #08  | ポプテピピックバトルロワイヤル                   | POP TEAM EPIC                                                  |
| #08  | ポプテピピックバトルロワイヤル                   | POP TEAM EPIC                                                  |
| #08  | ポプテピピックバトルロワイヤル                   | POP TEAM EPIC                                                  |
| #08  | ポプテピピックバトルロワイヤル                   | POP TEAM EPIC                                                  |
| #09  | BUMP-BOO-CRUSADERS                               | POP TEAM EPIC                                                  |
| #09  | BUMP-BOO-CRUSADERS                               | POP TEAM STORY                                                 |
| #09  | BUMP-BOO-CRUSADERS                               | ブラジリアンパーク鷲羽山ハイランド×ポプテピピック コラボパート |
| #09  | BUMP-BOO-CRUSADERS                               | POP TEAM EPIC                                                  |
| #09  | BUMP-BOO-CRUSADERS                               | POP TEAM EPIC                                                  |
| #09  | BUMP-BOO-CRUSADERS                               | ボブネミミッミ                                                 |
| #09  | BUMP-BOO-CRUSADERS                               | スクウェア・エニックス×ポプテピピック コラボパート             |
| #09  | BUMP-BOO-CRUSADERS                               | POP TEAM EPIC                                                  |
| #10  | 自然の王国                                       | POP TEAM EPIC                                                  |
| #10  | 自然の王国                                       | POP TEAM EPIC                                                  |
| #10  | 自然の王国                                       | ボブネミミッミ                                                 |
| #10  | 自然の王国                                       | POP TEAM EPIC                                                  |
| #10  | 自然の王国                                       | POP TEAM EPIC                                                  |
| #10  | 自然の王国                                       | POP TEAM EPIC                                                  |
| #10  | 自然の王国                                       | POP TEAM EPIC                                                  |
| #10  | 自然の王国                                       | スクウェア・エニックス×ポプテピピック コラボパート             |
| #10  | 自然の王国                                       | POP TEAM EPIC                                                  |
| #10  | 自然の王国                                       | POP TEAM EPIC                                                  |
| #11  | 熟年コンビピピック                               | POP TEAM EPIC                                                  |
| #11  | 熟年コンビピピック                               | POP TEAM STORY                                                 |
| #11  | 熟年コンビピピック                               | POP TEAM EPIC                                                  |
| #11  | 熟年コンビピピック                               | POP TEAM EPIC                                                  |
| #11  | 熟年コンビピピック                               | POP TEAM EPIC                                                  |
| #11  | 熟年コンビピピック                               | ボブネミミッミ                                                 |
| #11  | 熟年コンビピピック                               | POP TEAM EPIC                                                  |
| #11  | 熟年コンビピピック                               | POP TEAM EPIC                                                  |
| #11  | 熟年コンビピピック                               | POP TEAM EPIC                                                  |
| #12  | Endless Love                                     | Endless Love                                                   |
| #12  | Endless Love                                     | ボブネミミッミ                                                 |
| #12  | Endless Love                                     | POP TEAM DANCE「脊髄ぶっこ抜き音頭」                           |
| #12  | Endless Love                                     | Endless Love                                                   |

### 放送局（第2シリーズ）
| 放送期間                 | 放送時間                     | 放送局       | 対象地域   | 備考                                      |
| ------------------------ | ---------------------------- | ------------ | ---------- | ----------------------------------------- |
| 2022年10月2日 - 12月18日 | 日曜 1:30 - 2:00（土曜深夜） | TOKYO MX     | 東京都     |                                           |
|                          |                              | BS11         | 日本全域   | BS放送 / 『ANIME+』枠                     |
|                          |                              | AT-X         | 日本全域   | CS放送 / リピート放送あり                 |
| 2022年10月4日 -          | 火曜 23:30 - 水曜 0:00       | BS日テレ     | 日本全域   | BS放送 / 『アニメにむちゅ〜』枠           |
| 2022年10月5日 -          | 水曜 1:55 - 2:25（火曜深夜） | 北海道テレビ | 北海道     |                                           |
|                          | 水曜 3:00 - 3:30（火曜深夜） | 毎日放送     | 近畿広域圏 | 『アニメ特区』第2部 / 第1シリーズは未放送 |

インターネットは最速放送に合わせてAmazon Prime Video、TikTok LIVE、ニコニコ生放送にて配信。

### CD（第2シリーズ）
| 発売日         | タイトル                       | 規格品番     |
| -------------- | ------------------------------ | ------------ |
| 2022年12月21日 | ポプテピピック ALL TIME BEST 3 | KICA-2614～6 |

### Blu-ray（第2シリーズ）
| 巻 | 発売日         | 収録話         | 規格品番 |
| -- | -------------- | -------------- | -------- |
| 1  | 2022年11月23日 | 第1話 - 第4話  | KIXA-947 |
| 2  | 2022年12月21日 | 第5話 - 第8話  | KIXA-948 |
| 3  | 2023年3月25日  | 第9話 - 第12話 | KIXA-949 |

## ゲーム

### モバイルゲーム
- スマートフォン向けゲーム『竹書房クエスト 〜強襲ポプテピピック〜』が2018年11月28日〜2022年6月30日までソリッドスフィアより配信された。
- スマートフォン向けゲーム『ポプテピピック++ 〜ポプ子ピピ美の友情大作戦〜』が2019年4月1日〜2020年12月9日までディー・エル・イーより配信されていた。

### アナログゲーム
体感型ゲーム
- 周遊謎解きゲーム 『ポプテピピック 竹書房（周辺）周遊謎解きゲーム 竹書房壊すべし』の謎解きキットが2018年3月10日〜9月30日にかけてあそびファクトリーの制作で神保町周辺を開催地に書泉グランデ･ヴィレッジヴァンガードお茶の水店･アソビCafeにて販売された。謎解きキットの他、スマートフォンアプリ「LINE」を途中、使用する必要がある。

カードゲーム
- カードゲーム『ポプテピピック クソカードゲーム』が2018年8月10日にバンダイよりあみあみ限定商品として発売された。
- カードゲーム『ポプテピピック クソカードゲーム第2弾 〜最強クソ進化!〜』が2019年4月1日にバンダイよりあみあみ限定商品として発売された。

## コラボレーション
| 映像                                                             | パート | ポプ子                              | ピピ美                            |
| ---------------------------------------------------------------- | ------ | ----------------------------------- | --------------------------------- |
| 劇場アニメ『COCOLORS』上映前特別映像                             | -      | 高田憂希                            | 秦佐和子                          |
| 劇場アニメ『ニンジャバットマン』テレビCM                         | -      | 山寺宏一                            | 高木渉                            |
| 求人情報サイト『an』テレビCM                                     | 前半   | 江原正士                            | 大塚芳忠                          |
| 求人情報サイト『an』テレビCM                                     | 後半   | 三ツ矢雄二                          | 日髙のり子                        |
| 「JRA」コラボ「ポプテピ記念」                                    | 前半   | 小松未可子                          | 上坂すみれ                        |
| 「JRA」コラボ「ポプテピ記念」                                    | 後半   | 中尾隆聖                            | 若本規夫                          |
| ゲーム『白猫テニス』コラボ                                       | -      | 中村悠一                            | 杉田智和                          |
| ゲーム『バクレツモンスター』コラボ                               | -      | 悠木碧 小山力也 徳井青空 古川登志夫 | 竹達彩奈 高木渉 三森すずこ 千葉繁 |
| ゲーム『竹書房クエスト 〜強襲ポプテピピック〜』                  | 本放送 | 潘めぐみ                            | 伊瀬茉莉也                        |
| ゲーム『竹書房クエスト 〜強襲ポプテピピック〜』                  | 再放送 | 堀内賢雄                            | 大塚明夫                          |
| ゲーム『ポプテピピック++』                                       | 女性   | 赤﨑千夏                            | 田村睦心                          |
| ゲーム『ポプテピピック++』                                       | 男性   | 石丸博也                            | 水島裕                            |
| ゲーム『三国志大戦』コラボ                                       | -      | 子安武人                            | -                                 |
| ゲーム『スーパーロボット大戦X-Ω』コラボ                          | -      | 赤羽根健治                          | 武内駿輔                          |
| ゲーム『龍が如く』コラボ「ポプテガゴトク」                       | -      | 黒田崇矢                            | 宇垣秀成                          |
| ゲーム『デュエル・マスターズ プレイス』コラボ                    | -      | 諸星すみれ                          | 田所あずさ                        |
| ゲーム『グランブルーファンタジー ヴァーサス -ライジング-』コラボ | -      | 中尾隆聖                            | 若本規夫                          |
| アニメ『コードギアス 反逆のルルーシュ』コラボ                    | -      | 櫻井孝宏                            | 福山潤                            |

- プリンセスカフェ - 2016年8月25日からは期間限定で本作とのコラボイベントが開催された[155]。
- 電気グルーヴ - 2018年3月のライブツアー「クラーケン鷹」のにてコラボTシャツが販売された[156]。当初はライブ会場限定と発表されていたものの、後にインターネット通販が行われている[157]。
- ニンジャバットマン - AnimeJapan2018にてコラボねんどろいどが展示された[158]。また、同作のキャストによるコラボCMが放送されている[159]。
- ガールズ&パンツァー - AnimeJapan2018にて、コラボ商品が販売された。この際用いられたロゴは、「GuP×PTP」となっている[160]。
- スイーツパラダイス - 2018年2月2日よりコラボカフェ「ポプテピピックCafe in SWEET PARADISE」が開催されている。3月15日からは秋葉原・新宿のケーキショップにてコラボデザートの発売も開始。
- 太鼓の達人 - 2018年3月15日稼働のブルーVer.で上坂すみれの歌う「POP TEAM EPIC」が収録された[161]。「いっしょにワイワイ演奏」モード（2人用）では楽譜にポプ子、ピピ美、竹書房ビルがボーナス音符として出現する[162]。
- an - 2018年4月10日から求人情報のCM（出演は浜辺美波）にポプ子とピピ美が登場[163]。7月23日から新たにサマータイム篇が公開され、既存のものを含めBパートが加わった[164]。尚、これと平行して、東京メトロ各線車輛内側の乗車口扉上辺に、ポプ子とピピ美がデザインの中核を占める、小サイズの車内広告ステッカーが貼られていた。
- 麻雀格闘倶楽部 - KONAMIのアーケード・スマートフォン用オンライン麻雀ゲーム。2018年4月27日からコラボイベントが開始され、成績によって藤崎詩織と化したピピ美、ボンバーマンになったポプ子などがデザインされたゲーム中に使える背景や限定グッズなどを獲得できる[165]。
- 日本中央競馬会（JRA） - 公式サイトにアクセスし、ポプ子かピピ美のどちらかをベースにし、表情、髪型、服装、台詞、小道具などを自分で選択し、オリジナルのポプ子かピピ美を完成させると、公式ホームページ内の競馬場の観客の1人として登場させることが出来る。観客数が100万人突破でイベントが起こると予告[166]。その後、観客が100万人を突破し、新作アニメがweb上で公開された[151]。2019年4月の2度目のコラボではAC部による新作高速紙芝居『ポプテピ記念2〜感動ドキュメンタリー ヘルシェイク矢野篇〜』が公開された。
- maimai - 2018年6月21日稼働のmaimai MiLK PLUSに上坂すみれの歌う「POP TEAM EPIC」を追加した他、プレゼントイベントコレクションに『ポプ子』・『ピピ美』のデカアイコン、プレート、フレームが登場した[167]。
- 白猫テニス - 2018年8月21日からコラボイベントが開催され、ゲーム内にポプ子とピピ美が登場。なお、ピピ美はポプ子が持つラケットとしての登場となる[152]。
- バクレツモンスター - 2018年10月17日からコラボガチャが開催され、ポプ子とピピ美が登場。キャストはランダムで決定される[153]。
- CHUNITHM - 2018年10月25日稼働の大型アップデートされたCHUNITHM AMAZONにてコラボイベントを実施。同年11月21日までイベントマップを進めると上坂すみれの歌う楽曲「POP TEAM EPIC」の先行プレイが可能で、他、キャラクターに加えて「ネームプレート」も獲得できた。また、コラボイベントの期間中のチュウニズムクエストで、対象キャラクターのランクを上げると「称号」・「ネームプレート」が入手可だった[168]。第2弾も行われ、2019年4月11日から2019年5月22日にかけて、前回の内容に加えて新たな「ネームプレート」が獲得できた[169]。
- テクテクテクテク - 2018年11月29日よりコラボイベントを開催[170]。巨大ポプ子とピピ美がフィールドの至るところに出現するが、戦闘は行えない。
- L'Arc〜en〜Ciel - 2018年12月19日・20日に開催されたライブ「L'Arc〜en〜Ciel LIVE 2018 L'ArChristmas」において、ポプテピピックと中日ドラゴンズのマスコットキャラクター、ドアラとコラボした「ドアラルクソアニメピピック コラボポチ袋」を発売。
- 荒野行動 - 2018年12月31日からコラボイベントが開催され、コラボスキンが制作された。
- プレシャスメモリーズ - 2019年2月22日にポプテピピックのスターターデッキとブースターパックが発売。
- 14歳からの哲学入門〜『今』を生きるためのテキスト〜 - 飲茶による書籍で、2019年3月6日発売の文庫版カバーイラストに起用された[171]。
- メイプルストーリーM - 2019年4月25日からコラボが行われ、コラボされたゲーム内アイテムが入手できた。
- 三国志大戦 - 2019年5月にポプ子をモデルにした周瑜が登場している。イラストにはピピ美をモデルにした諸葛亮も描かれている。
- スーパーロボット大戦X-Ω - 2019年10月にコラボイベントが開催。アニメ第13話OP映像に登場するロボットが「スーパーピピ美BARIモード」として登場。メカニックデザイン、並びに設定画を大張正己が担当している。パイロットとしてポプ子も登場。OP映像に合わせて「すしポプ子」となっており、ことぶきつかさが原画を担当している[154]。
- 千葉ロッテマリーンズ - 2020年10月に同球団のオンラインストアにてコラボグッズが期間限定で販売された[172]。
- ラクガキキングダム - 2021年1月28日のリリース日にポプ子とピピ美のラクガキモデルが配布された。
- 龍が如く - 2023年1月31日からコラボが行われ、コラボグッズが期間限定で販売された。
- デュエル・マスターズ プレイス - 2023年2月22日よりコラボが行われ、コラボスキンが製作された。ポプ子とピピ美に加え、ヘルシェイク矢野（声：板倉俊介）が登場した。
- グランブルーファンタジー ヴァーサス -ライジング- - 2025年2月26日よりコラボが行われ、コラボアバターがDLCとして配信。
- コードギアス 反逆のルルーシュ - 2025年4月1日にポプ子とピピ美がコードギアスの世界間で描かれたイラストとコードギアスのキャラクター達がポプテピピック調になったコラボ画像が両公式Xでエイプリルフールとして公開されるが、翌4月2日にこれが嘘ではなく本当のコラボ「ポプテギアス」であることが発表された[173]。コラボLINEスタンプ販売、オンラインくじの実施、期間限定ストアが行われる。